# قبة (عمارة إسلامية)
- أعلى يمين: صورة تجمع قبة الصخرة والسلسلة في  القدس. تعتبر قبة الصخرة التي شيدت سنة 72 هـ/ 691 م أقدم مثال للقبة في تاريخ العمارة الإسلامية، وقبة السلسلة هي بمثابة نموذجًا مصغرًا لها.
- أعلى يسار:  من قباب العصر الأيوبي قبة الإمام الشافعي في القاهرة، أصبحت  كلمة القبة هي مرادفة لضريحه.
- أسفل يسار: قبتا الخضراء والفضية في المسجد النبوي وهي القبّة المبنية على الحجرة النبوية الموجودة داخل المسجد النبوي بالمدينة المنورة.
- أسفل يمين: من قباب العصر العثماني جامع السلطان أحمد في إسطنبول،  له خمس قباب كبيرة رئيسية، ست مآذن، وثمان قباب صغيرة.

القُبَّة (جمع قُباب وقُبَب) مصطلح عربي يشير إلى هياكل المقابر، وخاصة الأضرحة الإسلامية، حيث تعتبر مرادفة للضريح، كضريح الشافعي أو قبة الإمام الشافعي. أما في العمارة الإسلامية فتستخدم للإشارة إلى الأسقف الموجودة فوق المساجد أو الأضرحة أو أي بناء مستدير مقوس، ومن الأمثلة المعروفة هناك قبة الصخرة في القدس. وهي من أهم العناصر المعمارية الدينية الإسلامية التي برزت في تشكيل المساجد خاصةً.
وقد استُخدِمت لأسباب وظيفية وإنشائية ورمزية أيضًا ولم يقتصر إنشاؤها على المساجد فقط بل أيضا القصور، المدارس والأضرحة والخانات والحمامات والأسواق وغيرها، وقد تنوعت في أشكالها بين الشكل نصف الكروي والبصلي والهرمي والمخروطي والعديد من الأشكال.
كما تنوعت في حجمها ومواد بنائها وأسلوب زخرفتها بتنوع البيئة الجغرافية والعصر الذي شُيّدت فيه، وغالبًا ما تعددت في المبنى الواحد، فتوجد إلى جانب القبة الرئيسية قباب أخرى أصغر حجمًا، كما في قُبّة المسجد النبوي الخضراء بالمدينة أو قباب المسجد الحرام في مكة.
وهي أحد الأشكال الخاصة التي استخدمت في تغطية أسقف كثير من المباني على مر العصور إذ نشأت في بلاد ما بين النهرين والشرق الأدنى كما أن العمارة الرومانية والبيزنطية والقبطية والفارسية عرفتها واستعملتها في المباني، وتأثرت العمارة الإسلامية بها منذ إنشاء الدولة الأموية.
وكان لاستخدامها رؤية خاصة، إذ لم يكن حلاً بيئيًا ومناخيًا وبنيويًا ووظيفيًا فقط، ولكنه أيضًا كان يرمز إلى السماء خاصة في المناطق المسقوفة من المسجد، فقد جاءت استعمالاتها مميزة وفريدة عما سبقها من قباب الحضارات السابقة وتعتبر قبة الصخرة التي شيدت سنة 72 هـ/ 691 م هي الأقدم في تاريخ العمارة الإسلامية.

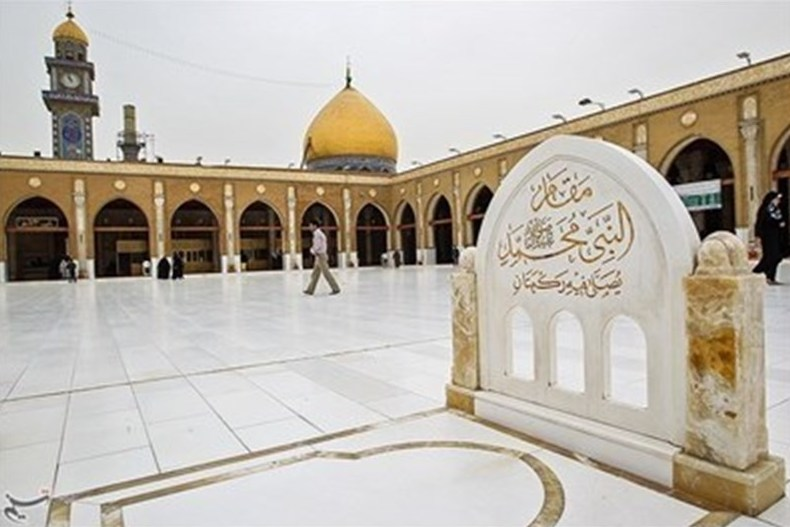
قبة مسلم بن عقيل الذهبية من داخل مسجد الكوفة

.

## تسمية وتعريفات
- القبة هي بناء مستدير مقوس مجوف يعقد بالآجر ونحوه.
- خيمة صغيرة أعلاها مستدير.
- في المصطلح الأثري المعماري فإنها بناء محدودب أشبه بكُرة مشطورة من وسطها.
- أو بناء دائري مقعر من الداخل مقبب من الخارج.
- تتألف من دوران قوس على محور عمودي ليصبح نصف كرة تقريبًا يأخذ مقطعها شكل القوس.
- وتقام مباشرة فوق مسطح أو ترتفع على رقبة مضلعة أو دائرية، أو على حنايا ركنية أو مثلثات لتسهيل الانتقال من المربع إلى المثمن ثم إلى الدائرة.[2]
- وردت كلمة القبة في الوثائق المملوكية وأطلقت على الشكل المعماري الضريحي المستقل أو الملح،. فقيل «قبة معقودة بالحجر الفص بها محراب وستة شبابيك نحاس دائرة مفروشة أرضها بالرخام ومؤزرة الجدر بوزرة رخام دائرة منقوشة ملمعة بالذهب بها مدفنان برسم الأموات»، و «قبة معقود علوها بالحجر سفلها ست فَسَاقيّ برسم دفن الأموات وبصدرها محراب».
- وقد تكون أيضًا عبارة عن مكان للاستمتاع صيفًا أو شتاء فقيل «قبل شتوية تحوى إيوانًا ودور قاعة»، و«قبة صيفية تشتمل على إيوان ودور قاعة بها ثمانية أبواب».
- كما استخدم لفظ القبة للدلالة على نوع من التسقيف، فقيل «مرحاض تعلوه قبة خشب» و«تعلو مسلخ الحمام قبة خشب» ونحو ذلك.[3] أدت كلمة قبة إلى ظهور كلمة الكوبا/alcoba الإسبانية، والتي تُطلق على قبة البيوت الصغيرة.

## استخدامها
اشتهر استخدام القباب في المساجد كما في تغطية المشاهد والأضرحة وإن كانت السنة النبوية حسب بعض المذاهب قد نهت عن البناء على القبور وتغطيتها، كما استخدمت في بعض الاستراحات والقصور كقصر عمرة بالأردن والحصون كحصن الأخيضر بالعراق.
أما في العصر الفاطمي فشوهدت في مداخل أبواب أسوار القاهرة، وجرى استخدامها في العصر الأيوبي في تغطية الأبراج الدفاعية حيث كان يعلو برج الظفر قبة حجرية.

### المساجد

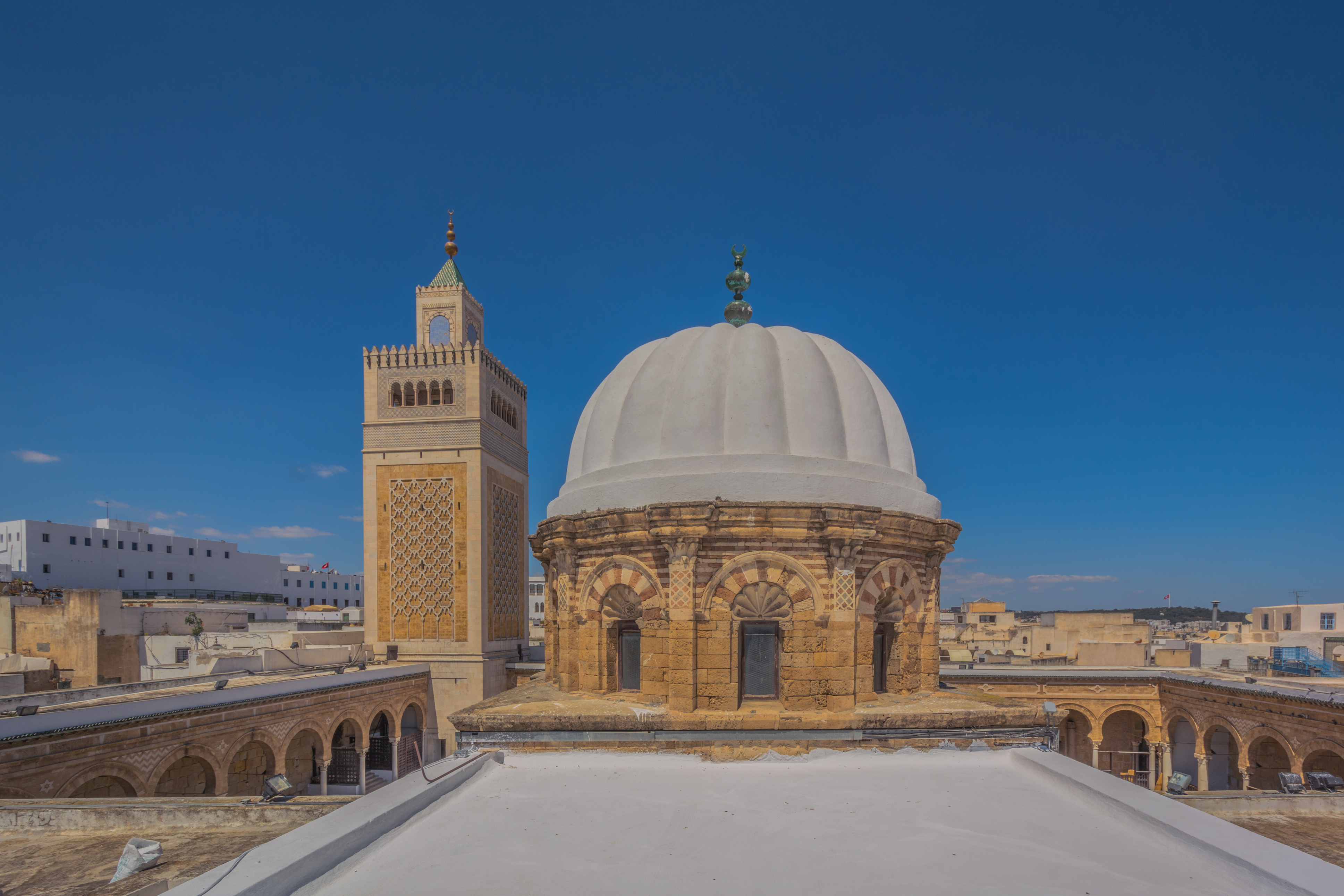
قبة ومئذنة جامع الزيتونة. قباب المساجد وصلتها بالمآذن من روائع العمارة الإسلامية التي تطورت كثيرًا عبر العصور، وأصبح شكل القبة بجوار المئذنة سمة مميزة لأي مسجد، فأصبحت المساجد المقببة ظاهرة معمارية منتشرة في العمارة الإسلامية العالمية.

أدخل المسلمون القباب في بناء المساجد منذ القرن الأول الهجري، ويقال إن الدافع إلى استخدامها في البداية كان دافعًا معماريًا ثم أصبح دافعًا جماليًا، إذ تعتبر في المساجد موصولة بالمآذن حيث تبرز روعة العمارة الإسلامية التي تطورت كثيرًا عبر العصور، وأصبح شكلها سمة مميزة لأي مسجد وجزءًا لا يتجزأ من بنائه.
وتطورت فيما بعد تقنية بناءها كثيرًا، واتخذ تصميمها الهندسي أساليب متنوعة، حيث كان أول استخدام حقيقي لها في المسجد أمام وأعلى المحاريب تأكيدًا على مكانتها وأهميتها كما في الجامع الأموي بدمشق وجامعي الأزهر والحاكم بالقاهرة وغيرهم.
تُبنى المئذنة في موقع يشكّل مع القبة تكاملا جماليًا، «فكلاهما عنصر يجاوز ارتفاع المبني ويشارك في تحديد صورة المسجد المنطبعة على صحفة السماء، وإذن كانت القبة تعبّر عن السماء حين نتطلّع إليها من الداخل، فإنها تبدو لنا عندما نرنو إليها من الخارج إنشاء منكفئًا على نفسه بخطوطة الهابطة، ومن ثم كانت في حاجة إلى مئذنة أو أكثر تنضم إلى هذا التكوين لتوكيد الأثر الجمالي الشامل.»
في رأي ثروت عكاشة، حينما أراد الفنانون المسلمون أن يضيفوا سقفًا إلى المسجد، جعلوه في شكل القبة رمزًا للسماء فأقاموها أعلى الجزء الواقع أمام القبلة مباشرة، كما استخدموها في تغطية أضرحة الأولياء والصالحين. غير أن المعماريين المسلمين باستثناء العثمانيين منهم فضلوا القبة الساسانية ذات الخناصر المعقودة إلى أعلى، على العكس من الخناصر المتدلية في العمارة البيزنطية التي استخدمت لتحويل مربّع الضريح أو الفراغ المطلوب تغطيته بقبة إلى مثمن بواسطة هذه الخناصر كي ترتكز القبة بقاعدتها المستديرة على هذا المثمّن. وبعد فتح القسطنطينية في 1453، تأثرت القبة الإسلامية بالفن البيزنطي.

### الأضرحة

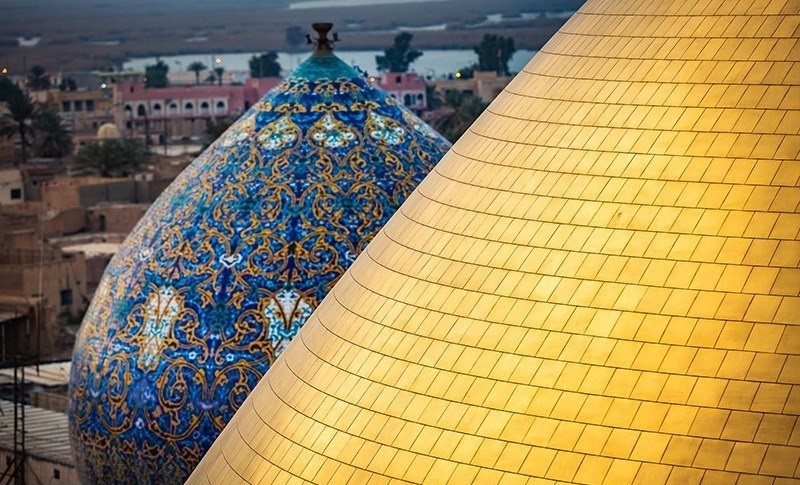
قبة العتبة العسكرية الذهبية وعلى مقربة منها تظهر قبة مسجد المهدي بالقاشاني في مدينة سامراء العراقية، مثالان للقباب المستخدمة في مسجد وضريح.

- في العمارة الإسلامية، تعتبر كلمة القبة كلمة مرادفة لكلمة تربة أو مدفن أو ضريح، حيث شاعت التغطية بالقباب.
- استعملت كلمة تربة للدلالة على المدفن في العصر العثماني.
- كما أطلقت كلمة مشهد على كل بناء تذكاري أُعدّ لدفن الشهداء أو أهل البيت، وهو في العادة مكان لزيارة العديد من الأتباع.[7]
- في المناطق التي تسكنها أغلبية شيعية أطلق على مدفن الأولياء كلمة إمام زاده أو شاه زاده.
- أما في البلاد العربية فقد أطلق مصطلح مقام أو مزار على أماكن الأولياء والأنبياء والشيوخ.
- في المغرب العربي استعملت كلمة مربوط للدلالة على المدفن، حيث يسمون الأولياء بـمرابط.[7]
- أقيمت القبة فوق المدافن بعد ظهور الإسلام بفترة طويلة، ويعتقد أن بناء الأضرحة على القبور يذكر بالمباني التي كانت مخصصة للوثنية في العصر الجاهلي، وخوفًا من أن تصبح هذه الأماكن مزارًا ويعظم أصحابها، فابتعد المعماريون عن بناء الأضرحة فوق القبور في العصر الإسلامي المبكر.[7]
- إن الشكل الأصلي للمدفن عبارة عن صالة مربعة مغطاة بقبة، ولتحويل المسقط المربع إلى دائرة، أُنشِئت منطقة انتقال مثمنة المساقط، وتطورت خلال العصور الإسلامية وتعددت أشكالها باستعمال الحنايا الركنية أو المثلثات الكروية أو الاثنين معًا، مع تشكيل هذه الأسطح بالمقرنصات في بعض الأحيان. وتنوعت أيضًا طرق تشكيل السطح الخارجي لمنطقة الانتقال.[7]
- استعملت في السطح الخارجي للقبة الزخارف الجصية الملونة أو غير الملونة، وشاع استعمال البلاطات المزججة/بورسلان والطوب المزجج في عمل الزخارف عند البناء بالطوب كما في إيران وتركستان وبعض مباني الأناضول، [7]

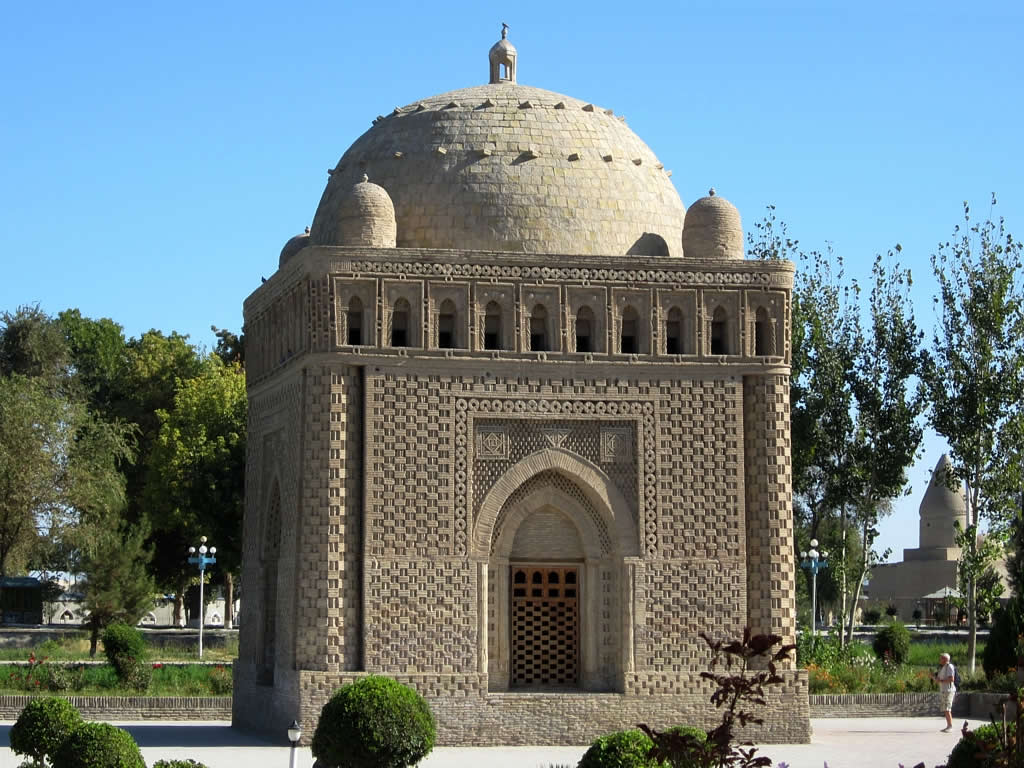
من أقدم الأضرحة المقببة هو مدفن إسماعيل الساماني في بخارى الذي أقيم بشكل حجرة مربعة مغطاة بقبة.

- استعملت الزخارف الهندسية أو النباتية أو تشكيل مشترك بينهما عند استعمال الحجارة، كما في العمارة المملوكية.
- وعرفت مصر إقامة القباب فوق المدافن منذ بداية العصر الإسلامي.
- يوجد في العراق أقدم الأضرحة الإسلامية ذات القباب والتي ما زالت قائمة وهو مدفن الخليفة المنتصر المتوفي سنة 245 هـ/ 862 م المقام على قبره في سامراء، والمعروف باسم القبة الصليبية أو ضريح المعتصم. يغطي الفراغ الأوسط منه قبة ذات قطاع مدبب، وقد أقامتها له أمه الرومية الأصل.
- في بخارى بتركستان يوجد المثال الثاني لأقدم الأضرحة المقببة وهو مدفن إسماعيل الساماني 303 هـ/ 907 م الذي أقيم بشكل حجرة مربعة مغطاة بقبة، وهو يشابه من ناحية الشكل العام معابد النار عند الساسانيين.
- استمر إنشاؤها فوق القبور بعد ذلك في أماكن وقرون متباعدة في العمارة الإسلامية، وأغلب الظن أن تصور السماء بالقبة تدعمه بعض التفسيرات الخاصة بآيات القرآن، حيث أن أقرب تصور للسقف المرفوع بدون أعمدة هو القبة.[7]
- تكونت القبة الضريحية في العمارة الإسلامية من ثلاث طبقات:

1. الأولى عبارة عن حجرة مربعة بها فتحات للأبواب والشبابيك.
2. والثانية عبارة عن منطقة انتقال ذات جدران أقل سمكًا من جدران المربع السفلي ولها قاعدة مربعة الشكل داخليًا وخارجيًا، لا تلبث أن تتغير من التربيع إلى التثمين والتدوير بواسطة الحنايا الركنية أو المثلثات الكروية أو المقرنصات. يتحول المسقط الأفقي لهذه المنطقة الانتقالية من الخارج عند بدايتها السفلية أو قاعدتها من المربع إلى المثمن أو إلى العشرة أضلاع أو الإثني عشر ضلعًا، وتُزَين حافتها العلوية عادة بكورنيش يأخذ هيئة الرقبة المعكوسة. كان الشكل العام المتبع في ذلك أن يوجد على الوجه الداخلي لجدار هذه الطبقة كورنيش يفصل بينها وبين الطبقة السفلى، وأن تكون إحداهما بارزة عن الأخرى، واتبع ذلك في ضريح السلطان الأشرف برسباي في القاهرة.[8]
3. أما الطبقة الثالثة والأخيرة، فهي عبارة عن رقبة دائرية تعلوها قبة، وكان من المعتاد أن يفتتح المعمار في هذه الرقبة مجموعة من النوافذ تراوح عددها بين ثمان في حالة الصغيرة إلى ست عشرة في حال الكبيرة، وأن يرتبها بحيث يجعل منها شباكًا في وسط كل جانب من جوانب القسم المربع، وشباكًا في وسط كل ركن من الأركان. كانت رؤوس هذه الشبابيك عبارة عن قناطر أو عقود تنحت بين المداميك الحجرية الأفقية، وتعلوها مباشرة كتابة محفورة ذات حروف قائمة بين أشكال نباتية مورقة داخل قناة تعرف بالطراز، «والمدهش في هذا الأمر أن فروق انحناء السطح الداخلي للقبة لم تكن تؤقر في مظهرها إذا نظر إليها أحد من أسفل مهما عظمت هذه الفروق»، وكثيرًا ما كان الجزء الذي يلي الحزام من ظاهر القبة يزين بنقوش نباتية وهندسية بارزة يختلط سطحها من محيط القبة، أما القباب البصلية فلم تستعمل في غير تغطية ميضآت الأبنية المساجدية إلا نادرًا. غالبًا ما كانت تتكون من هيكل خشبي عبارة عن سدايب رفيعة يوضع بعضها بجوار بعض ثم تطلى بطبقة من الملاط، ويتكئُ هذا الهيكل على رقبة مثمنة تحملها في معظم الحالات ثمانية أعمدة حجرية أو رخامية.[8]

## الهندسة والبناء
لقد تنوعت أشكال القباب وزخرفتها فكان منها الشكل الكروي والبيضوي والبصلي والهرمي والمضلع ومن أشهرها زخرفة خارجية قبتا ضريحي قايتباي وبرسباي بالقاهرة، ولقد استخدمت عدة أساليب إنشائية للانتقال من المسقط المربع إلى مسقط دائري يجمل فوقه القبة حيث استخدمت المحاريب الركنية أو المثلثات الكروية أو المقرنصات والتي تعتبر من الابتكارات المعمارية الإسلامية أو باستخدام المحاريب الركنية والمقرنصات معًا.
من المرجح أن المسلمين قد أخذوا بناء القباب عن الساسانين والبيزنطيين والأقباط، وأقبلوا على استخدامها بشكل خاص لتغطية ما شيدوه من أضرحة ومساجد، حتى صارت القبة علمًا على مبني الضريح كله. فكانت للقباب في العمارة الإسلامية أنواع وأشكال مختلفة، منها الكبير والصغير، وما شيد بالطوب أو بالحجر أو بالخشب المرصص، ونصف الكروية والمضلعة والبيضاوية بل والمنتهية من أعلاها بمنور يعلوه مثمن يحمل قبة صغيرة مضلعة أو فانوسًا كما في قبة عبد الله المنوفي بالقرافة الشرقية في القاهرة التي بنيت في أواخر القرن السابع الهجري/ الثالث عشر الميلادي، «وكان في هذا من التجديد ما لم تألفه العمارة الإسلامية في مصر على الإطلاق، لأنه مثل فريد في نوعه أرجعه بعض الباحثين إلى عبقرية الفنان الفلورنسي برونلسكي في النصف الأول من القرن 9 هـ/ 15 م.» فأستخدمت العمارة الإسلامية القباب الكبيرة كغطاء للأضرحة، بينما استخدمت القباب الصغيرة كمناور في سقوف المساجد والمدارس وردهات القصور والمنازل وتغطية الحمامات والميضآت التي كانت تعمل في صحون الأبنية المكشوفة في المساجد. لم تستعمل القبة كمظهر خارجي للعمائر غير الدينية مطلقًا، بل كانت في هذه الحالة تستخدم فوق الأضرحة الملحقة بهذه العمائر.

### أشكال
تشكل القباب حسب مظهرها الخارجي، فهناك شكل نصف كرة، أو كجزء من كرة مدببة، ومخروطية، وبصلية، ومضلعة/ متعددة الأضلاع، ويوجد ما يطلق عليه البعض بالقبة الحلزونية، وقد يكون لها طمبور/طبة/رقبة تنظم به النوافذ، كما يعلوها أحيانًا فانوس.

### طرق الإنشاء

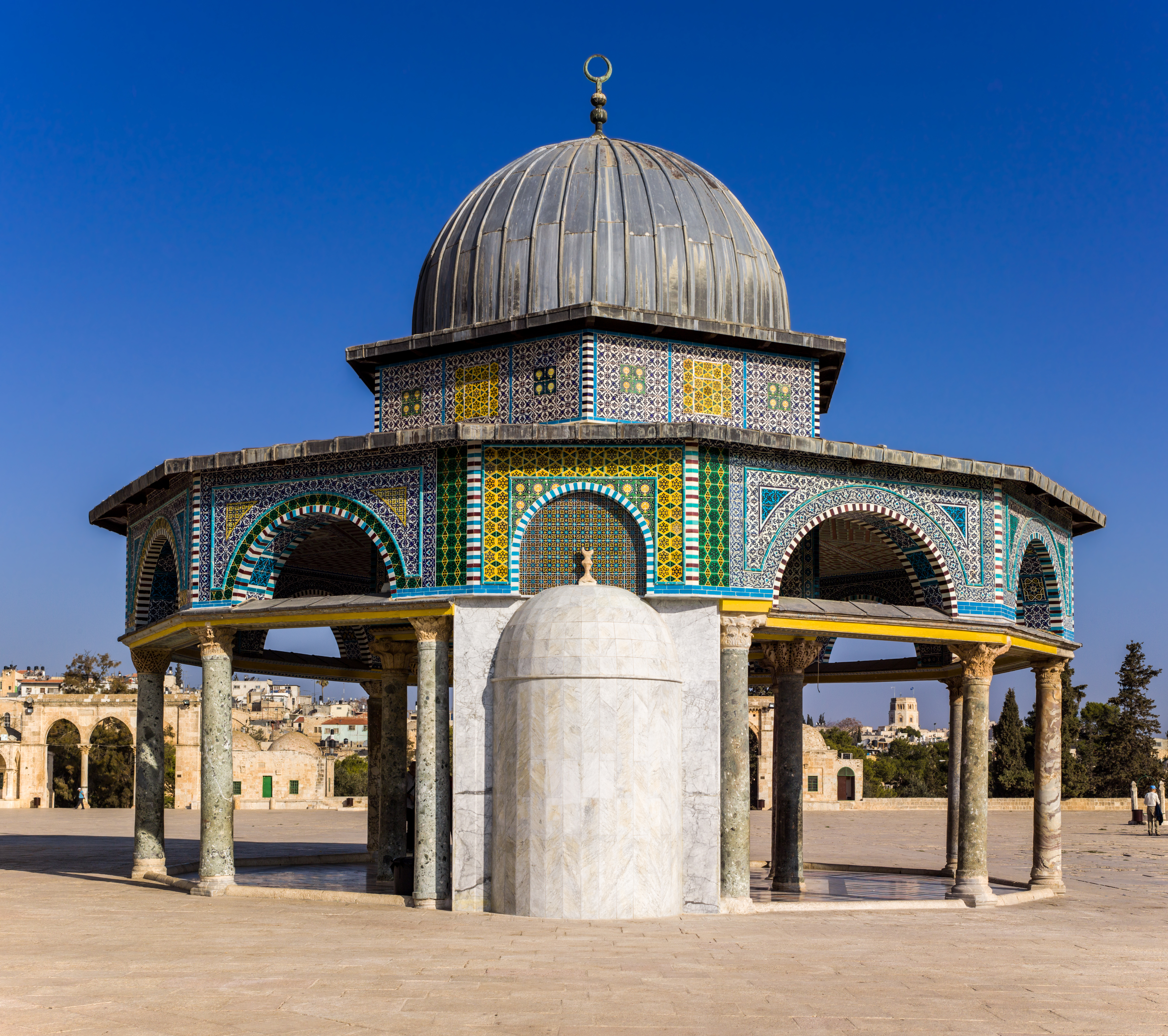
قبة السلسلة من قباب الحرم القدسي القائمة على مسقط مربعة.

تقام القباب الإسلامية على مساقط دائرية أو مربعة. في حالة المسقط المربع، يلزم لتحويله إلى دائرة إقامة مثلثات حنية كروية/كروية في الأركان، أو تعمل حنيات في الأركان بمنقطة الانتقال. قد تقام على مساقط مستطيلة وبذلك يكون مظهرها الخارجي بيضاوي الشكل، كما في خانقاه فرج بن برقوق.
شاع في العمارة الإسلامية استعمال المقرنصات في الأركان في منقطة الانتقال لتحويل المربع إلى دائرة.
كانت هناك طريقتان لبناءها بالطوب:
1. كان يتم في أولاها وضع الطوب المربع في صفوف أفقية على جوانب مركز القبة صفا فوق آخر حتى تتلاقي في قمتها.
2. وكان يتم في ثانيها وضع الطوب المربع رأسيًا بدلًا من وضعه أفقيًا لكي يتكون القبو أو القبة من سلسلة من الحلقات أو الشرائح ذات وصلات تشع من المركز، لوضع كل طوبة فيها مقابل الطوبة السابقة عليها، ويتم لصقها بمونة طفيلة غروية لدرجة تكفى لأن تبقي الوطبة في مكانها حتى تكتمل الحلقة وتقفل، وهنا يكون سندًا صلبًا ترتكز عليه طبقة الطوب المقابلة ومطابقة للحلقة التالية التي تم عملها، لكي تنقص المسافة في عملية الوصول إلى مركز القبة كان ضروريًا وضع ثلاثة أو أربعة مداميك من الطوب بشكل أفقي في البروز يعلق كل مدماك منها فوق المدماك القائم تخته.[9]

في بعض قباب قصر الحير الشرقي يوجد ثلاثة عشر مدماكًا من المداميك الأفقية البارزة بدلًا من المداميك الثلاثة أو الأربعة. مع ذلك فإن مثل هذه القباب كانت تبدأ أحيانًا مقابلة لنهاية جدار تستند حلقاتها المقابلة عليه بخفة، فيقام هذا الجدار حتى تكتمل القبة، ثم يتم إزالته بعد ذلك. أو يبني عقد في مركزه تبدأ القبة في مقابله، وقد استخدمت هذه الطريقة في معبد الرامسيوم الذي بناه رمسيس الثاني فيما بين سنتي 1292 - 1225 ق.م. في رأي اصم محمد رزق «والغريب أن هذا النظام الذي لم تعرفه العمارة الرومانية كان قد ظهر في العمارة البيزنطية كتأثير شرقي، لأنه من المعروف أن تغطية المنشآت القديمة بالقباب كان تقليدًا شرقيًا عرفته العمارة العراقية القديمة بسبب عدم تواجد الأحجار الكبيرة من جهة، وضرورة ارتفاع السقوف لتخفيف وطأة الجو الحار فيها من جهة أخرى.»

### مواد

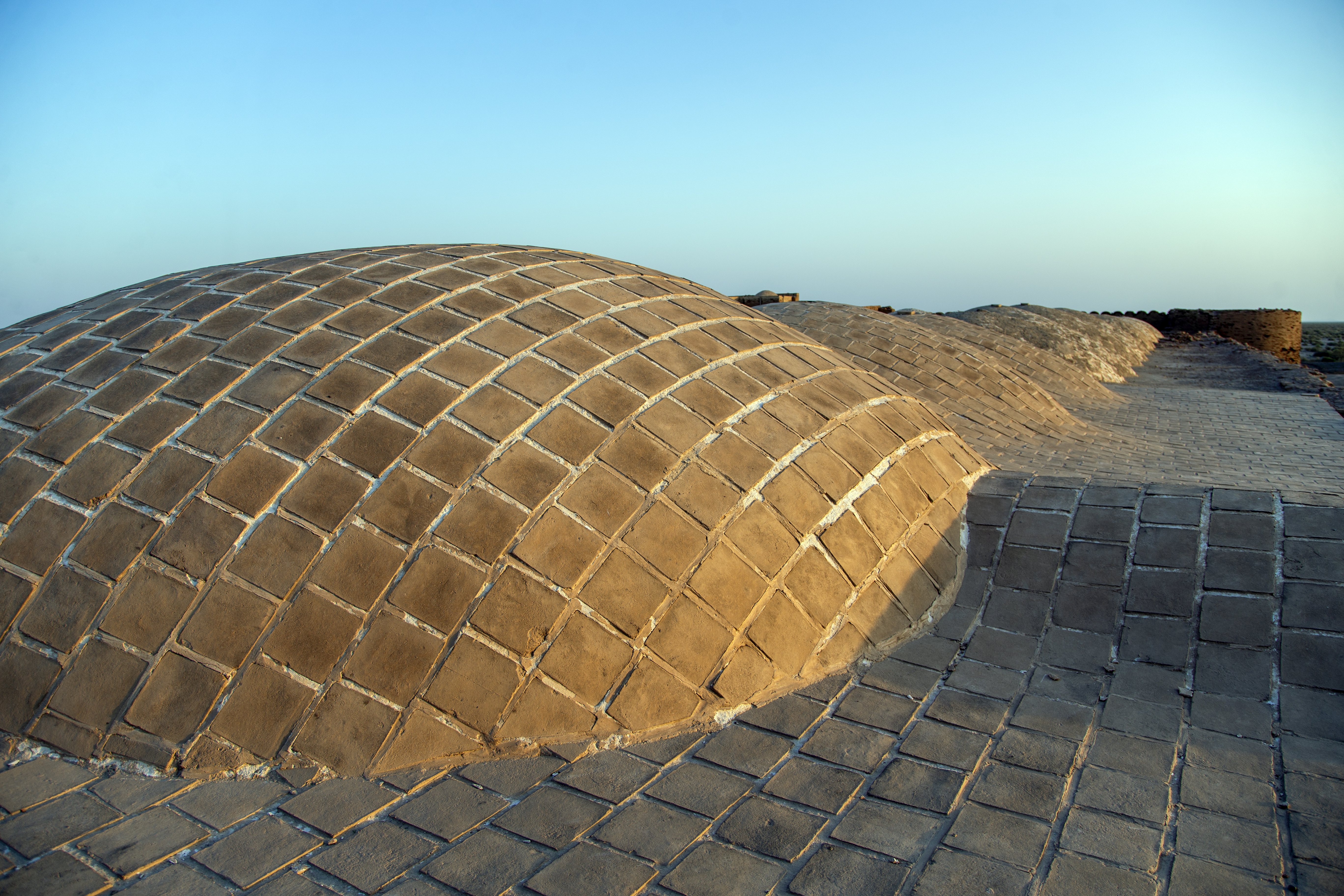
قباب أحد خانات إيرانية من الطوب.

بُنيت القباب في تاريخ العمارة الإسلامية من الطوب والحجارة والخشب، وكذلك من الخرسانة في العصر الحديث، ثم من الخرسانة المسلحة.
تطورت هندسة القبة في العمارة الإسلامية من حيث مادة بنائها وقطاعها وزخرفتها خلال العصور تطورًا كبيرًا.
شيد المسلمون قبابهم المبكرة في العراق وفارس والشام من القرميد المغطى بالطين الخالي من الزخارف، وفي مصر من الآجر أحيانًا، ومن الحجر أحيانًا أخرى.
في مصر، بُنيت القبة الفاطمية من الآجر، وكانت ذات قطاع نصف دائري أو مدبب قليلًا كما حدث في مسجد الجيوشي، وقبة الشيخ يونس. استمر استخدام الآجر في بناء القباب الأيوبية كما حدث في قبة الخلفاء العباسيين وقبة شجرة الدر، وكانت قطاعاتها على هيئة عقد رباعي مدبب، وظل الآجر مستخدمًا في غالبية قباب العصر المملوكي البحري إلى أن شاع استخدام الحجر فيها خلال القرن 9 هـ/ 15 م مما ساعد على زيادة الثراء الزخرفي في قباب هذا العصر التي كانت ذات قطاع مدبب بصلي القمة منتفخ البدن. كذلك استخدمت القباب الخشبية في العصر الأيوبي مثلما حدث في قبة الإمام الشافعي، وفي العصر المملوكي البحري مثلما حدث في مسجد الظاهر بيبرس وقبة المدرسة الناصرية بالنحاسين وقبة السلطان حسن.

### زخرفة

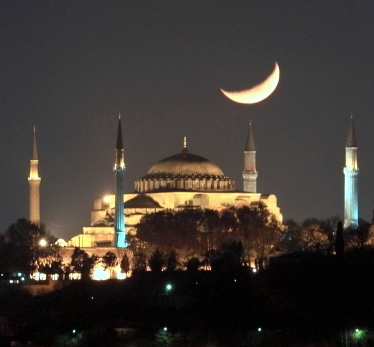
برز وضع الهلال أعلى القباب أو المآذن بحيث يكون موازيًا لاتجاه القبلة، فاستعمال الهلال كعنصر زخرفي في تزيين القبب الإسلامية يرجع إلى أن التقويم الإسلامي يعتمد على الأشهر القمرية.

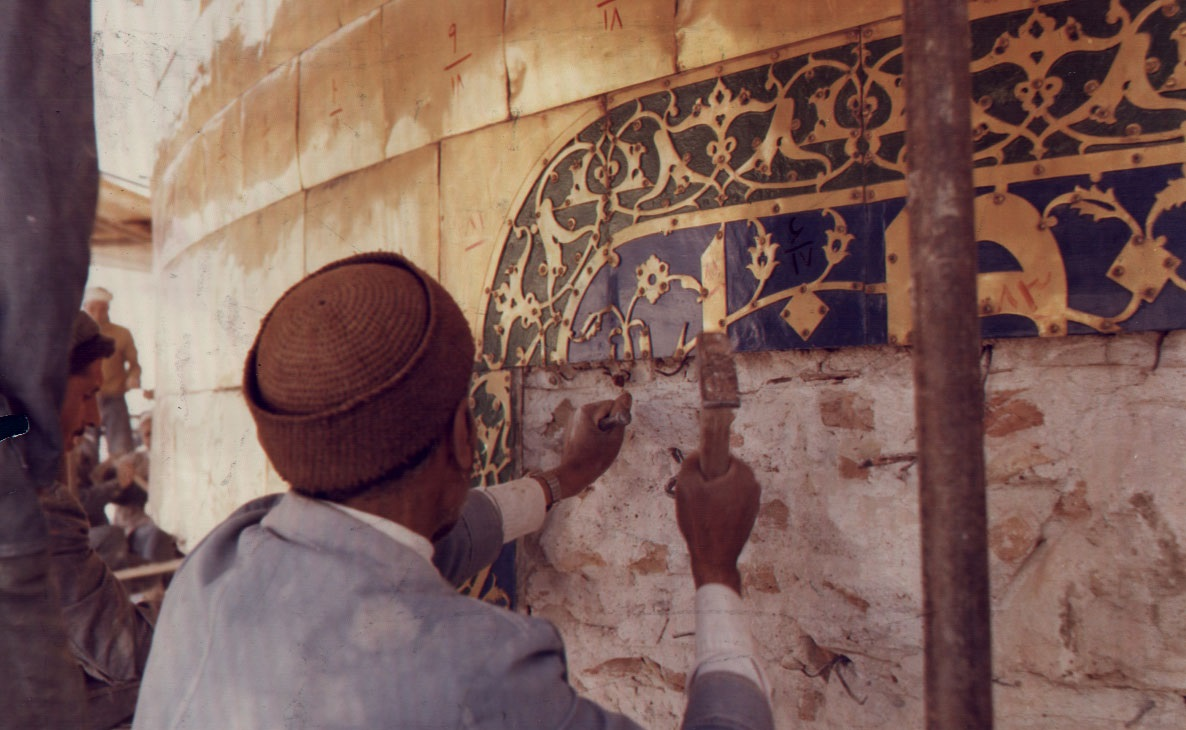
عامل على إعادة بناء رقبة القبة المذهبة للعتبة الرضوية.

زيّنت القباب الإسلامية بأشكال نباتية وهندسية بارزة أو غائرة قسمت إلى أضلاع إما مقعرة أو محدبة أو مقعرة ومحدبة بالتبادل. عرفت القباب الإيرانية التغطية بالبلاطات الخزفية الملونة، بينما عرفت القباب العراقية التغطية بالبلاطات الخزفية المذهبة. كانت رقبة القبة عبارة عن مساحة مناسبة لتسجيل بعض الآيات القرآنية والنصوص الإنشائية، واستخدمت أيضًا لفتح نوافذ للتهوية والإضاعة، وعادة ما توجت القبة بهلال من المعدن ينفتح دائمًا بإتجاه القبلة.
برز وضع الهلال أعلى القباب أو المآذن بحيث يكون موازيًا لاتجاه القبلة. واستعمال الهلال كعنصر زخرفي في تزيين القبب الإسلامية يرجع إلى أن التقويم الإسلامي يعتمد على الأشهر القمرية، ويرمز هلال ونجمة إلى ظهور الإسلام الذي بدد ظلمات الجاهلية، إذ أن الهلال عندما يظهر في أول الشهر القمري «ينير الأرض مبددًا الظلام الذي سادها عندما كان القمر في المحاق»، وأخيرًا أن وجود الهلال في مبنى ذي أهمية إسلامية كبيرة مثل قبة الصخرة يجعله يصبح ضمن المفهوم العام للإسلام.
يقال أن هناك علاقة بين أهمية وجمالية الضوء في المساجد وبناء القبب. لأن اتساع المسجد يجعل كمية النور في الوسط قليلة، ذلك أن مصدر النور الأساسي هو الضلع الخلفي المقابل لجدار القبلة، فهذا الضلع الفاصل بين الحرم والصحن يمكن النور من الدخول إلى الحرم، أما الأضلاع الثلاثة فلم تكن تفتح فيها نوافذ لأنها في غالب الأحيان تكون جدرانًا خارجية. ومن هنا كانت القبة وسيلة للحصول على كمية من النور تصل للمسجد في وسطه وداخله. وذلك عن طريق النوافذ التي تكون في القسم الأسفل الذي تقام فوقه القبة. فالقبّة في هذه الحالة لها ارتباط وثيق بالجانبين المعماري والجمالي في عمارة المساجد.

## الطراز التاريخي

### الأموي

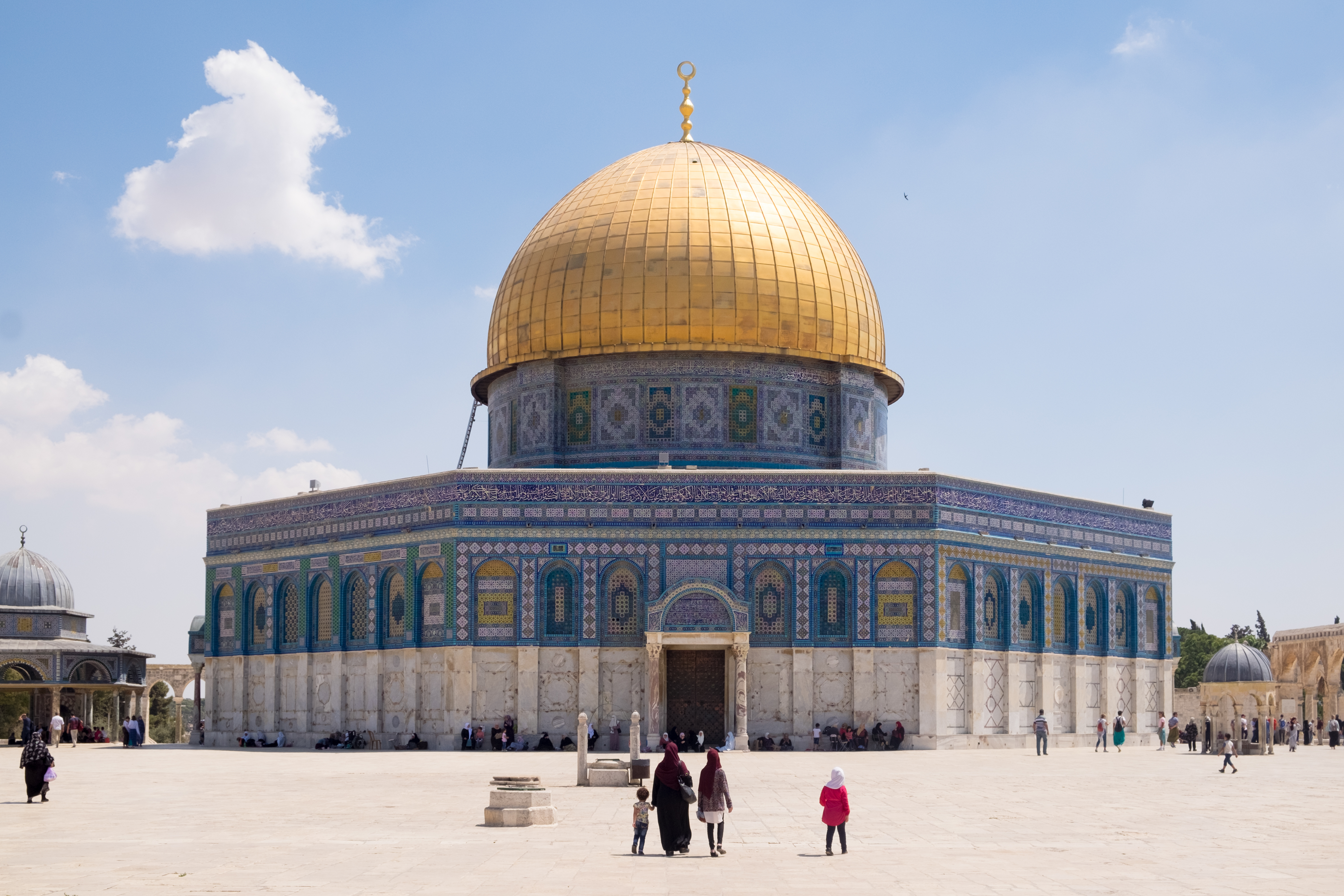
من الأمثلة المعروفة للقبة الإسلامية هي قبة الصخرة في القدس التي شيدت سنة 72 هـ/ 691 م فتعتبر أقدم القبة في تاريخ العمارة الإسلامية.

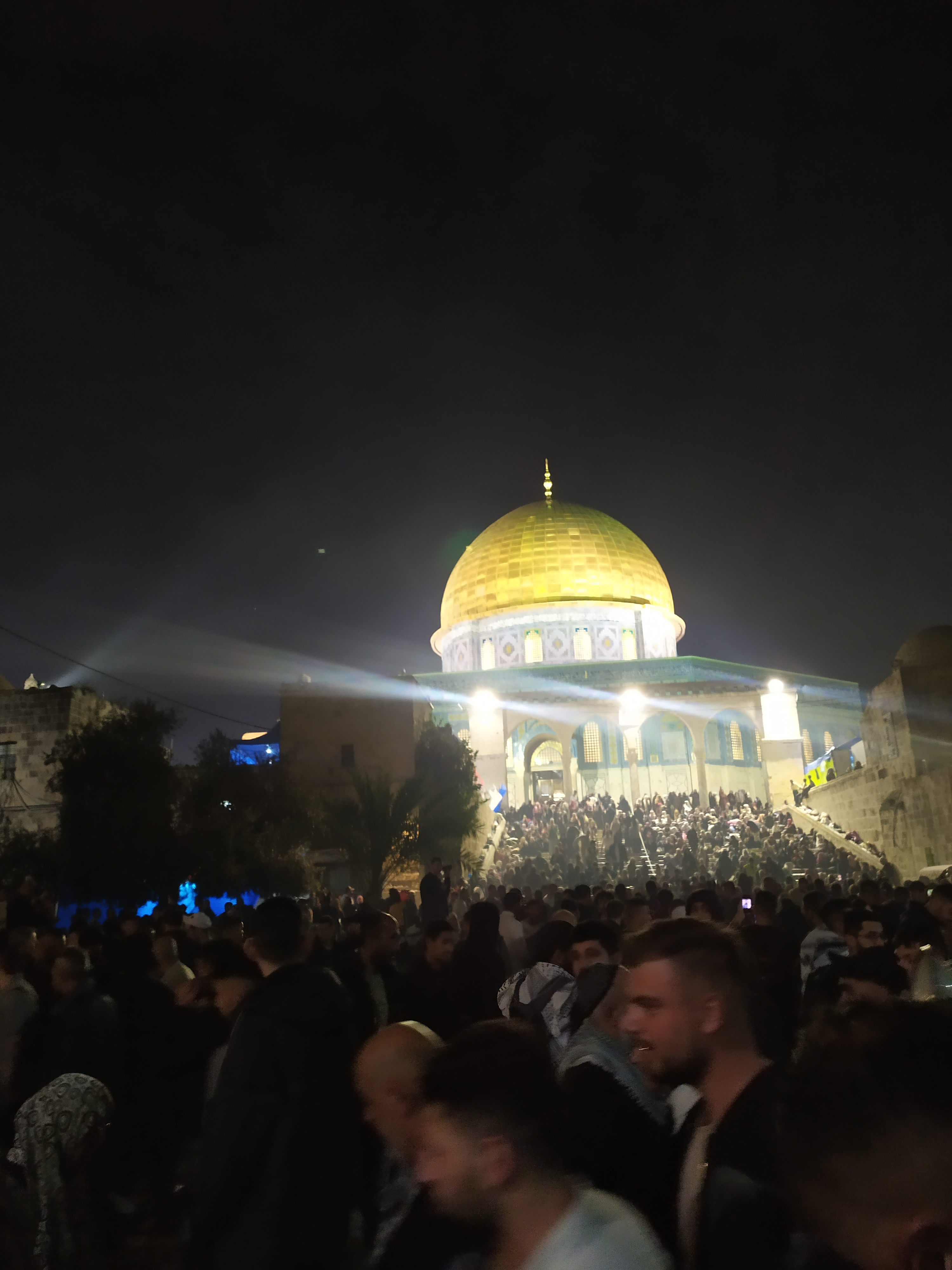
قبة الصخرة المشرفة في القدس ليلاً

القبة في العمارة الإسلامية بالطراز الأموي كانت في بادئ الأمر عبارة عن أقبية نصف دائرية بنيت من الحجر أحيانًا أو من الطوب، ثم تطورت إلى قباب حجرية أو خشبية استخدم فيها القطاع الطولي للمخروط لتحويل المربع إلى دائرة تقوم عليها القبة. تعد قبة الصخرة التي شيّدها عبد الملك بن مروان سنة 72 هـ/ 692 م بالقدس من أعظم أمثلة القبة الأموية قاطبة، وتقوم على قاعدة دائرية تتكون من أربع دعائم كبيرة بين كل دعامتين منها ثلاثة أعمدة تحمل ستة عشر عقدًا مدببًا، تعلوها رقبة أسطوانية بها ست عشرة نافذة، ويتكون الدائر السفلى لهذه القبة من مثمن داخلي يحيط به مثمن خارجي به أربعة مداخل محورية.
تعد قبة الصخرة أقدم قبة شيّدها المسلمون. تقع الصخرة في مركز البناء ولذا بنيت القبة فوقها، يبلغ قطر هذه القبة 20 م، وهي تعتمد على رقبة أسطوانية يقرب ارتفاعها من خمسة أمتار، وقد فتحت فيها ست عشرة نافذة. تعتمد الرقبة بدورها على أربع دعامات، بين كل دعامتين منهما ثلاثة أعمدة من المرمر تحمل أربعة أقواس من الرخام الأبيض والأسود. تشكل هذه الدعامات مع الأعمدة التي بينها دائرة تامة تحيط بالصخرة «التي ما زالت على حالها منذ عروج منها المصطفى، شأنها في ذلك شأن صخرات الصفا والمروة.» تلي هذه الدائرة التي تحمل القبة دائرة - أوسع منها - تحمل السقف، وهي تتكون من ثماني دعامات، بين كل دعامتين منها عمودان من المرمر، يحملان ثلاثة أقواس. ويشكل الجدار الخارجي الدائرة الثالثة، التي تلي الدائرة الثانية، جاء بشكل مثمن، طول ضلعه عشرون مترًا، والمثمن هو أقرب شكل إلى الدائرة. من الداخل، متناسق مع الدائرتين من الأعمدة، ومن الخارج يعطى منظرًا أجمل من منظر الدائرة. قد زيّنت جدران هذا المثمن بنوافذ متناظرة. أما السقف، بني بشكل مائل، يستند في طرفه الداخلي - وهو الطرف المرتفع - على الدعامات التي تحمل رقبة القبة، ثم ينساب مائلًا معتمدًا على دائرة الأعمدة الثانية، إلى أن يصل إلى نقطة الاستناد الثالثة وهي الجدار الخارجي، حيث يكون في أخفض نقطة له، ويكون ارتفاعه بارتفاع الجدران وهو عشرة أمتار تقريبًا.

### العباسي

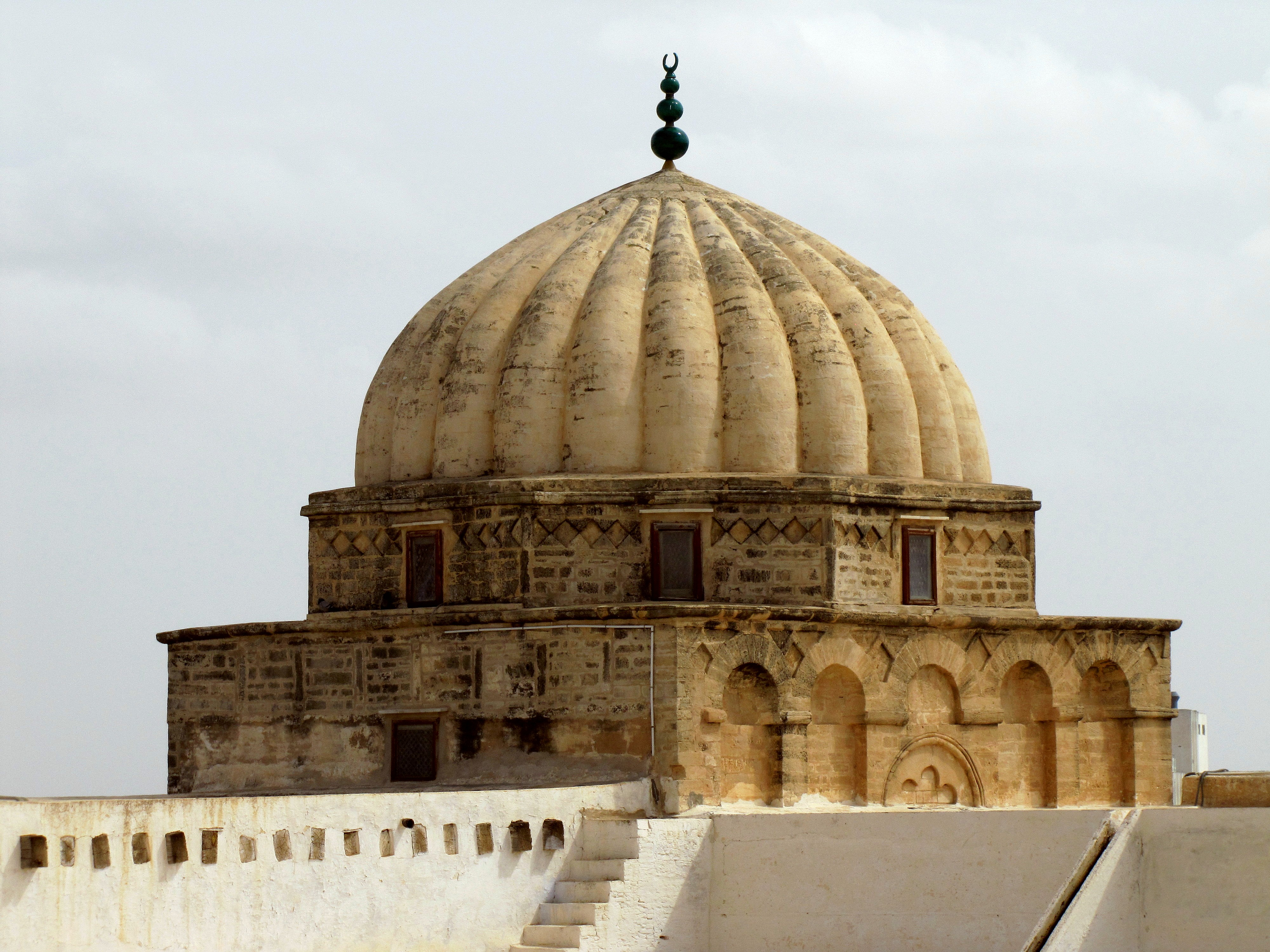
قبة المحراب في جامع القيروان الكبير التي تعلو المحراب على أربعة عقود.

إن أقدم قباب الطراز العباسي في العراق كانت هي القباب الأربع التي تعلو مداخل أبواب السور الداخلي لمدينة بغداد، شيدها الخليفة المنصور ما بين 145 - 147 هـ/ 762 - 765 م. كان كل منها عبارة عن قبة عظيمة يعلوها تمثال تحركهُ الرياح، وقد تمت طريقة الانتقال فيها من المربع إلى الدائرة بواسطة أربع حنايا مخروطية الشكل ذات أصل ساساني. ثم قبة حصن الأخيضر وهي قبة ذات قنوات مشعة من مركزها العلوي، وقد تمت طريقة الانتقال فيها من التربيع إلى التدوير بواسطة بلاطات أفقية وضعت في أركان المربع من أعلاه.
قبة الصليبية في سامراء تعرف عمومًا بضريح المعتصم، وهي أقدم ضريح عرفته العمارة الإسلامية. تقوم قبته على حجرة مربعة انتقل فيها من المربع إلى الدائرة بواسطة حنايا أو تجويفات وضعت في أركان الحُجرة. انتشر أيضًا خلال العصر العباسي بناء القباب فوق المحاريب والميضآت، وكان من أهم نماذجها قبة المحراب في الجامع الكبير بسوسة وقبة المحراب في جامع القيروان وقبة الميضأة في جامع ابن طولون.

### السلجوقي

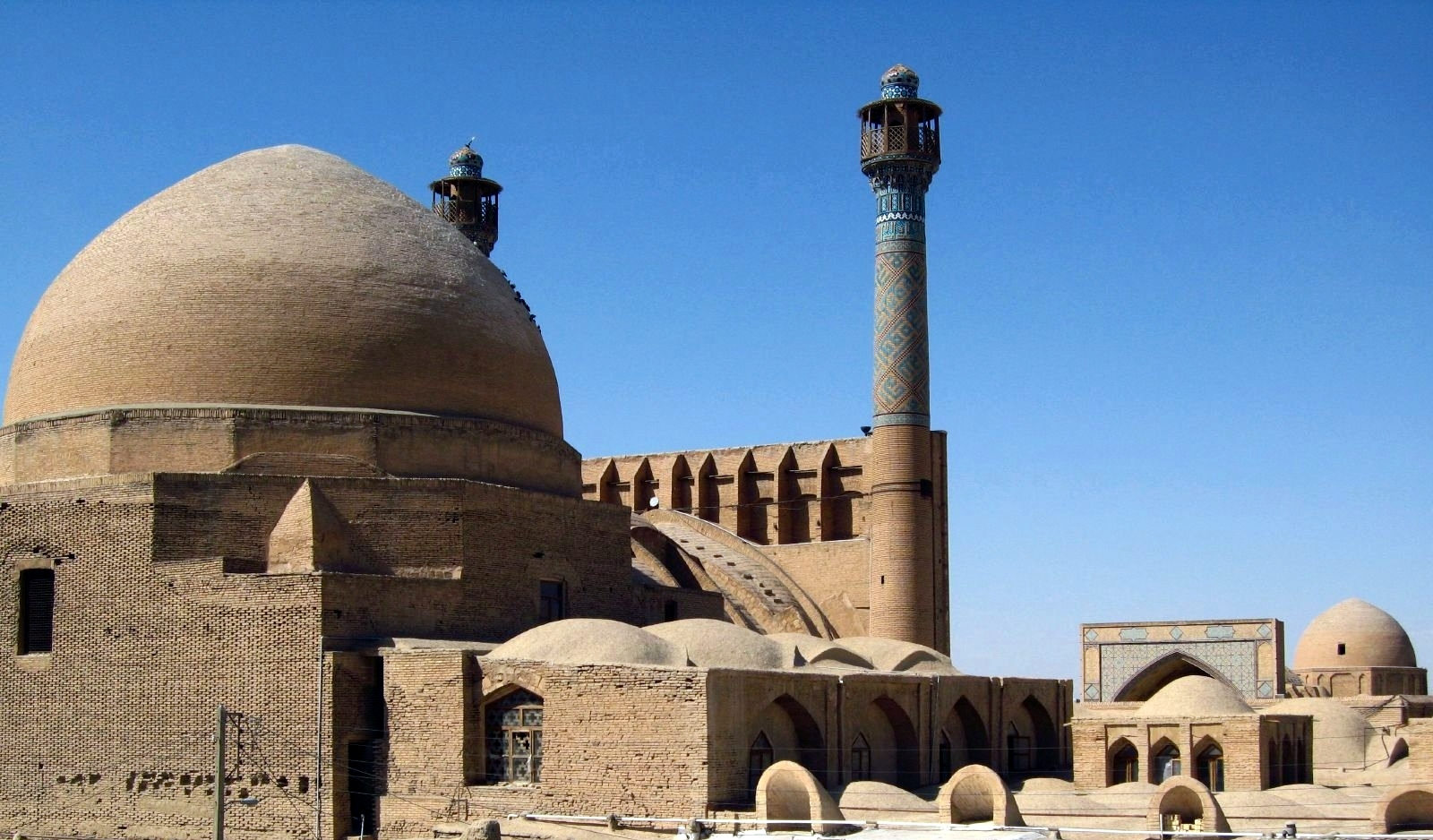
قبة الشمالية المسجد الجامع في أصفهان بإيران.

يعد الطراز السلجوقي من أهم الطرز الفنية الإسلامية التي قامت في شرق العالم الإسلامي، وامتدت تأثيراته إلى خارج حدوده فكان طرازًا دوليًا حيث تمكن السلاجقة من السيطرة على أماكن وأقاليم شاسعة شملت بلاد فارس وخراسان الكبرى والعراق وبلاد الشام وآسيا الصغرى، واستمرت سيطرتهم على هذه المناطق حتى القرن 7 هـ/ 13 م.
تحتفظ منطقة آسيا الصغرى - الأناضول - بمئات من الآثار والعمائر السلجوقية، حيث الغزو المغولي أدى إلى تدمير الكثير من العمائر والآثار السلجوقية في أكثر الأقاليم التي خضعت لسيطرتهم.
من أهم القبب السلجوقية المتبقية في إيران قبة المسجد الجامع في أصفهان، تشير بعض الكتابات إلى أن قبة المحراب والغرفة الصغيرة التي تحتوي على القبة توجد في الناحية الشمالية خارج صحن الجامع وتقع في مقابله القبة السابقة، شيّدت خلال حكم ملكشاه، أما الصحن ذي الإيوانات الأربعة فأضيف في وقت لاحق من العصر السلجوقي كما أضاف الوزير السلجوقي تاج الملك قبة ضخمة باسم ملكشاه تغطي غرفة تحتوي على محراب ويقال أنها توجد في الزاوية الجنوبية لحصن مسجد قديم، يعود إلى العصر العباسي.
توجد أيضًا قبة خلف الإيوان الجنوبي وهي تعلو محراب الجامع الرئيسي والمنبر، ويبلغ قطرها 15 مترًا، وشُيدت الثانية بعدها، لتغطي خُلوة خُصصت لزوجة ملكشاه عند قدومها إلى المسجد.
ونتيجة لهذه الإضافات تغير شكل الجامع خلال العصر السلجوقي وصار يحتوى على أيوانات وحجرات ذات قباب ومداخل متعددة، واحد في الجانب الشرقي واثنان في الجانب الغربي.
والمادة الرئيسية في بناء هذا الجامع هي الآجر.
أما مسجد الجمعة في زوارة، فيظهر فيه تطور مهم في القبة السلجوقية، إذ له صحن مكشوف، وأربعة إيوانات، والقبة تعلو المحراب والمئذنة، وتأخذ مكانها الصحيح فوق منطقة المحراب، وشكلت وحدة من وحدات الجامع، ويبلغ قطرها 7 مترًا و45 سنتيمترًا.

### الفاطمي

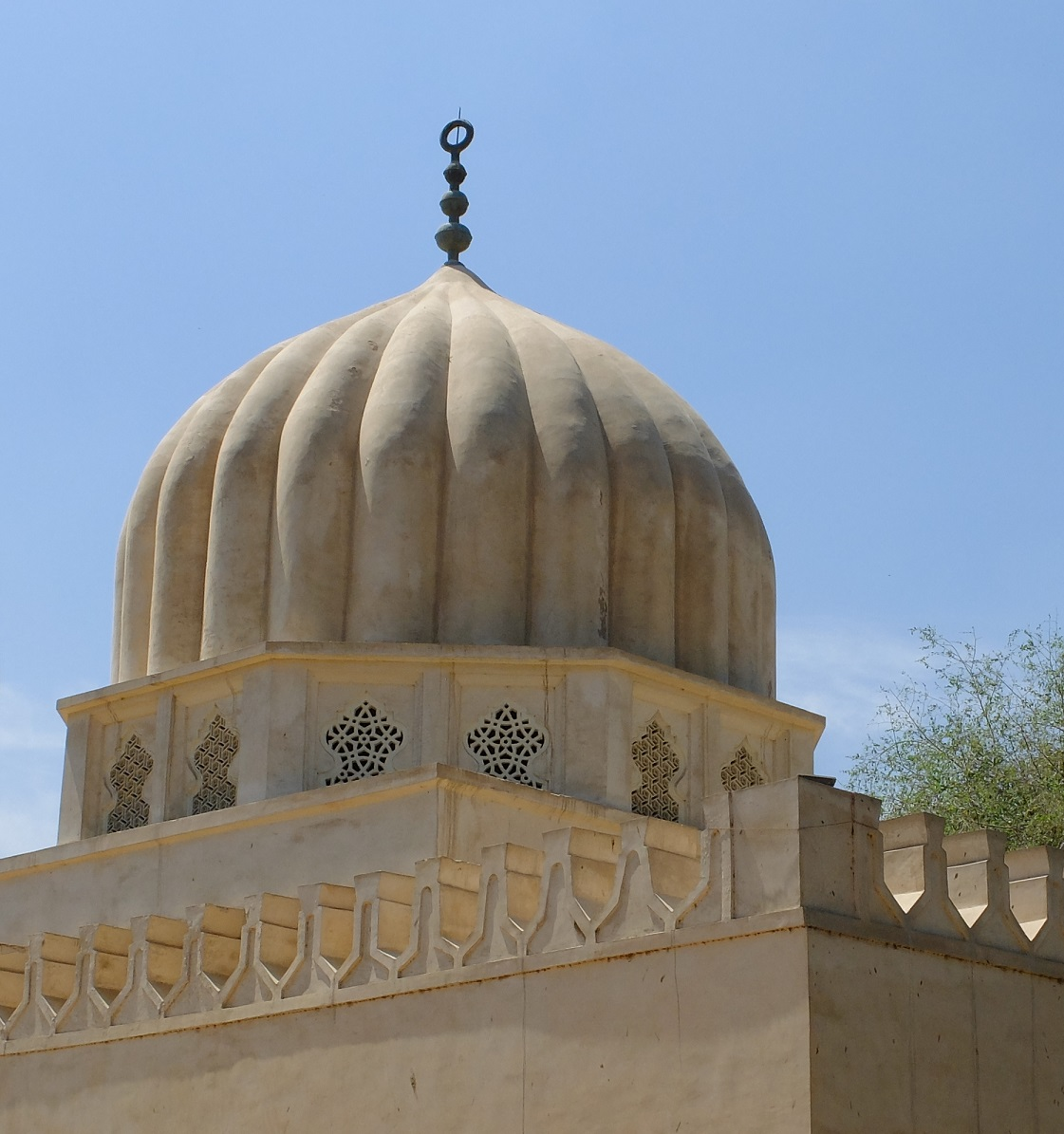
قبة مسجد السيدة رقية في القاهرة، من أهم قباب الطراز الفاطمي.

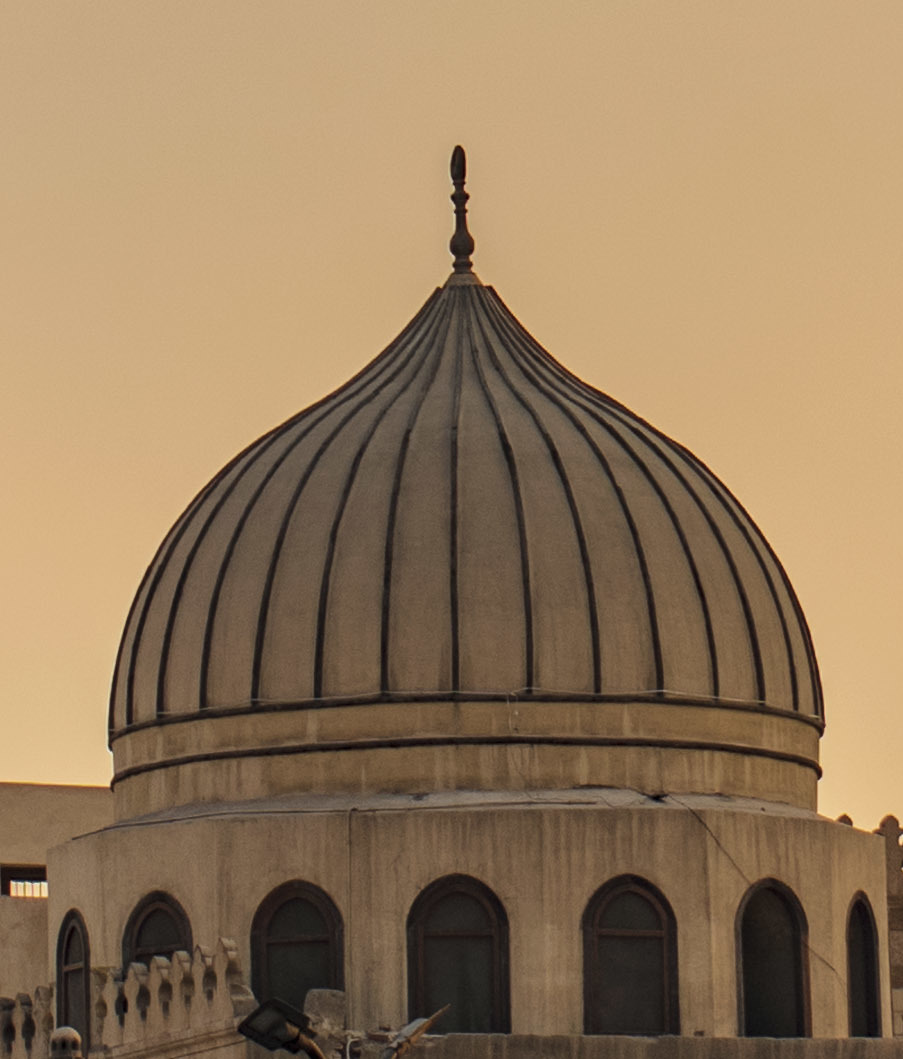
قبة إيوان القبلة بالجامع الأزهر.

شهد العصر الفاطمي إقامة الكثير من المدافن ذات القباب لا سيما فوق قبور آل البيت، وقد أطلق على بعضها اسم المشاهد. تفردت القبة الإسلامية في الطراز الفاطمي بصغرها وبساطتها داخليًا وخارجيًا، كما هو واضح في قبتي إيوان القبلة بالجامع الأزهر وقبة نفس الإيوان بجامع الحاكم.
وهي قباب ترتكز على أربع حنايا لا تزال بعض بقاياها موجودة في القبة الشرقية لرواق القبلة بجامع الحاكم، وفيها طريقة الانتقال من المربع إلى الدائرة، وعلي يمينها نافذة جصية مثقوبة فوقها جزء من الرقبة المثمنة التي كانت تحمل القبة وبها نافذة جصية مشابهة للنافذة السفلية.
مثال آخر هو قباب السبع بنات بالفسطاط وهي قباب متشابهة تتكون كل منها من ثلاث طبقات، أولاها عبارة عن مربع سفلى في كل ضلع من أضلاعه عقد مفتوح، وثانيها عبارة عن منطقة انتقال تحول المربع فيها إلى مثمن بواسطة أربع حنايا ركنية بين كل اثنتين مثمنة في كل ضلع من أضلاعها نافذة معقودة بعقد مدبب أضيق بكثير من عقد النافذة التي في أسفلها وفوق هذه الرقبة المثمنة كانت تقوم الطبقة الثالثةقبة دائرية ليست موجودة حاليًا.
مثل هذه القباب القبة التي تعلو المحراب، وقد شوهدت في مسجد الجيوشي وتقوم على رقبة مثمنة فوق منطقة انتقال على هيئة حنية ركنية ذات عقد مدبب.
في بوابتي الفتوح وزويلة في أسوار القاهرة الفاطمية، في مدخل كل منهما غُطي بقبة حجرية دائرية ترتكز على أربعة مثلثات كروية، «والغريب فيهما أن تكوين القبة هو نفسه تكوين منطقة الانتقال فيها وهي المثلثات الركنية» وتلى هاتين القبتين تحول كبير في تصميم منطقة الانتقال بالقبة من المثلثات الكروية إلى الدلايات أو المقرنصات، ويُرى بوضوح في قبتي عاتكة والجعفري حيث توجد في ثانيهما أربع مناطق انتقال في أركان الرقبة المثمنة كل منها عبارة عن حطتين مقرنصتين تحملان القبة الدائرية، بينما توجد في أولاهما قبة كروية منخضفة تتكون من ستة عشر ضلعًا مشعًا من مركز الدائرة الموجودة في أعلى القبة بالداخل، ومثلها القباب الكروية المنخفضة في الجامع الأقمر.
تطورت أركان القبة في الطراز الفاطمي بعد ذلك إلى المقرنصات المتعددة الحطات بدلًا من المثلثات الكروية وبدأت بحطة واحدة كما في جامع الحاكم ثم بحطتين كما في قبة الشيخ يونس وقبتي عاتكة والجعفري. قد اعتاد المعمار المسجدي في العصر الفاطمي أن يقيم قبابه على قواعد مربعة تحمل رقابًا على هيئة نجمة مثمنة لها مقرنص من حطة واحدة أو حطتين ذواتي شكل محاري أسفلها طراز كوفي يحيط بقاعدة القبة، ومن أحسن الأمثلة الدالة على ذلك: قباب الجبانة الفاطمية في أسوان التي يرجع تاريخها إلى القرن 5 هـ / 11 م.
ظلت مقرنصات القباب الفاطمية من حطة واحدة حتى نهاية القرن 5 الهجري/ 11 الميلادي فانتقلت إلى حطتين، وتعد قبة مسجد السيدة رقية في الجبانة بالقاهرة، من أهم قباب هذا العصر التي امتازت برقبة مثمنة مشطوفة الزوايا ذات أضلاع خارجية وتجويفات داخلية ومقرنص من حطة واحدة على ظهر طاقاتها، وفيما بينها عمد صغيرة تحمل أضلاع القبة، وتحيط برقبتها شبابيك على هيئة زخرفية، وجدت أيضًا في قباب هذا العصر بعض النماذج لقباب مفرغة ومنها القبة التي تعلو مئذنة بلال بمنطقة الشلال بالقرب من أسوان.

### الأيوبي

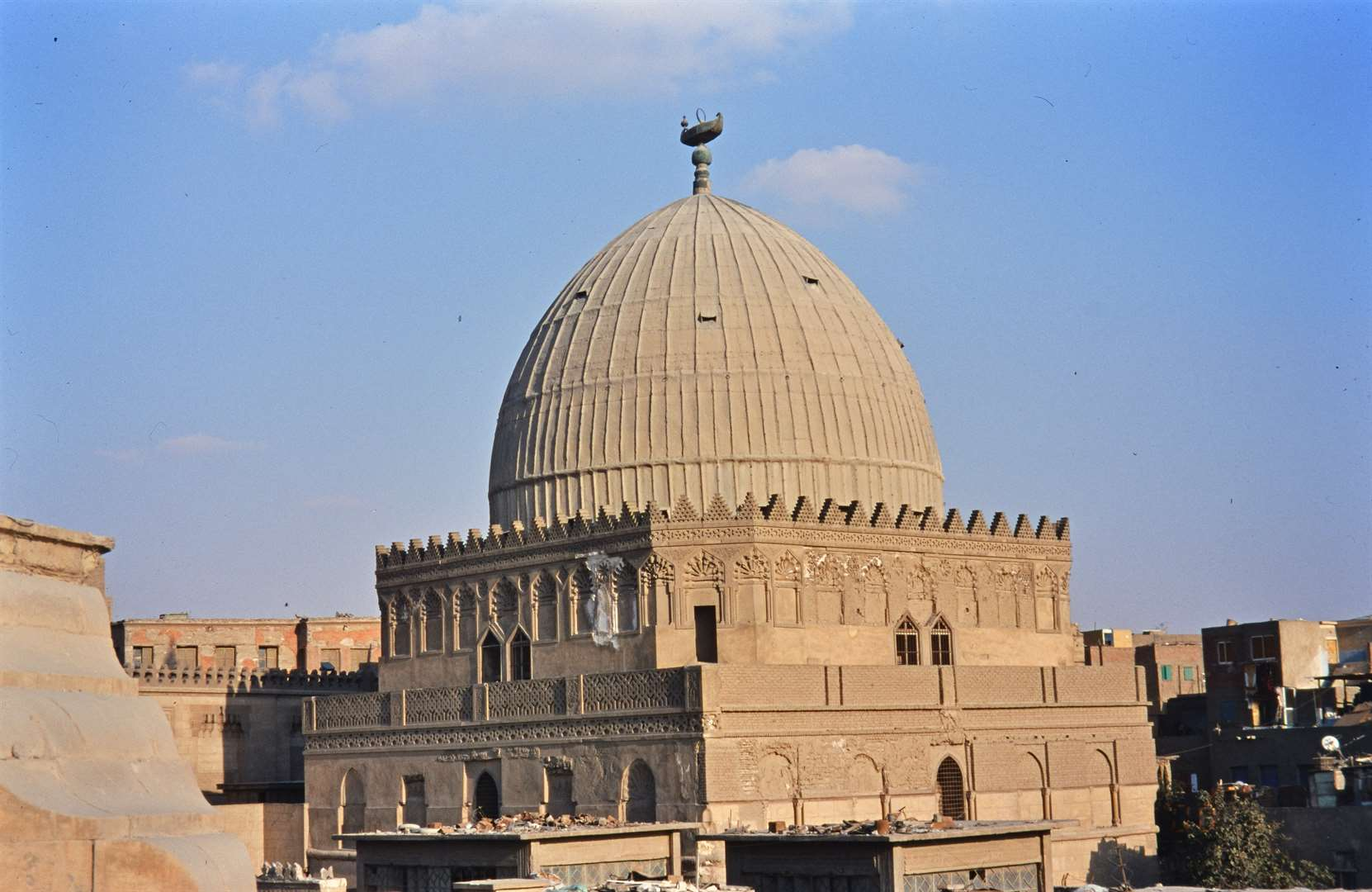
قبة الإمام الشافعي في القاهرة، بنيت في العصر الأيوبي وتقوم على قاعدة مربعة فوق منطقة انتقال تتكون من ثلاث حطات من المقرنصات، عرفت قمتها قارب برونزي بالعشاري واتخذ رمزًا إلى سعة علمه.

تميزت القباب على الطراز الأيوبي بحجمها الكبير ووصول حطات المقرنصات في الأركان إلى ثلاث حطات. قبة الإمام الشافعي الخشبية المرصصة التي بقيت من عمارة هذا العصر، والتي يرجع تاريخها إلى عهد الملك العادل سنة 608 هـ/ 1211 م، وهي مثال على أن القبة في هذا العصر كانت قد وصلت إلى درجة عالية من التطور، خصوصًا في زخارفها الداخلية المبدعة وشرفاتها الخارجية المسننة التي توجد في أسفلها محاريب محارية ذات عقود مثلثة.
تقوم قبة الشافعي على قاعدة مربعة فوق منطقة انتقال تتكون من ثلاث حطات من المقرنصات، وبقمتها قارب برونزي عرف بالعشاري واتخذ رمزًا إلى سعة علم الشافعي.
قباب العصر الأيوبي شهدت مراحل التطور المبكر في طراز القبة الفاطمية، فانحصرت في انتقال القبة من المثلثات الكروية إلى المقرنصات أو الدلايات، من الأمثلة الدالة على ذلك قبة برج الظفر في قلعة الجبل التي شيدت في فترة 566 - 572 هـ/ 1171 - 1176 م وهي قبة حجرية كروية ذات تخطيط داخلي مثمن في أركانه العلوية أربعة مقرنصات من حطة واحدة تحمل القبة، ثم قبة الصالح نجم الدين التي زادت حطات المقرنصات فيها وتغيّرت تغيّرًا تامًا عن مثيلاتها في القبة الفاطمية.

### المملوكي
حققت القبة في العمارة المملوكية تنوعًا وابتكارًا ما لم تنله قبة من قبل في تاريخ الفن الإسلامي، واتخذت قمتها في هذا الطراز شكل الخوذة غالبًا، وقامت على رقبة مضلعة أو مستديرة تتكون عادة من مقرنصات مصحوبة بمثلثات كروية، فجعمت بذلك، ولا سيما في منقطة الانتقال، بين الطرازين الفاطمي والأيوبي.

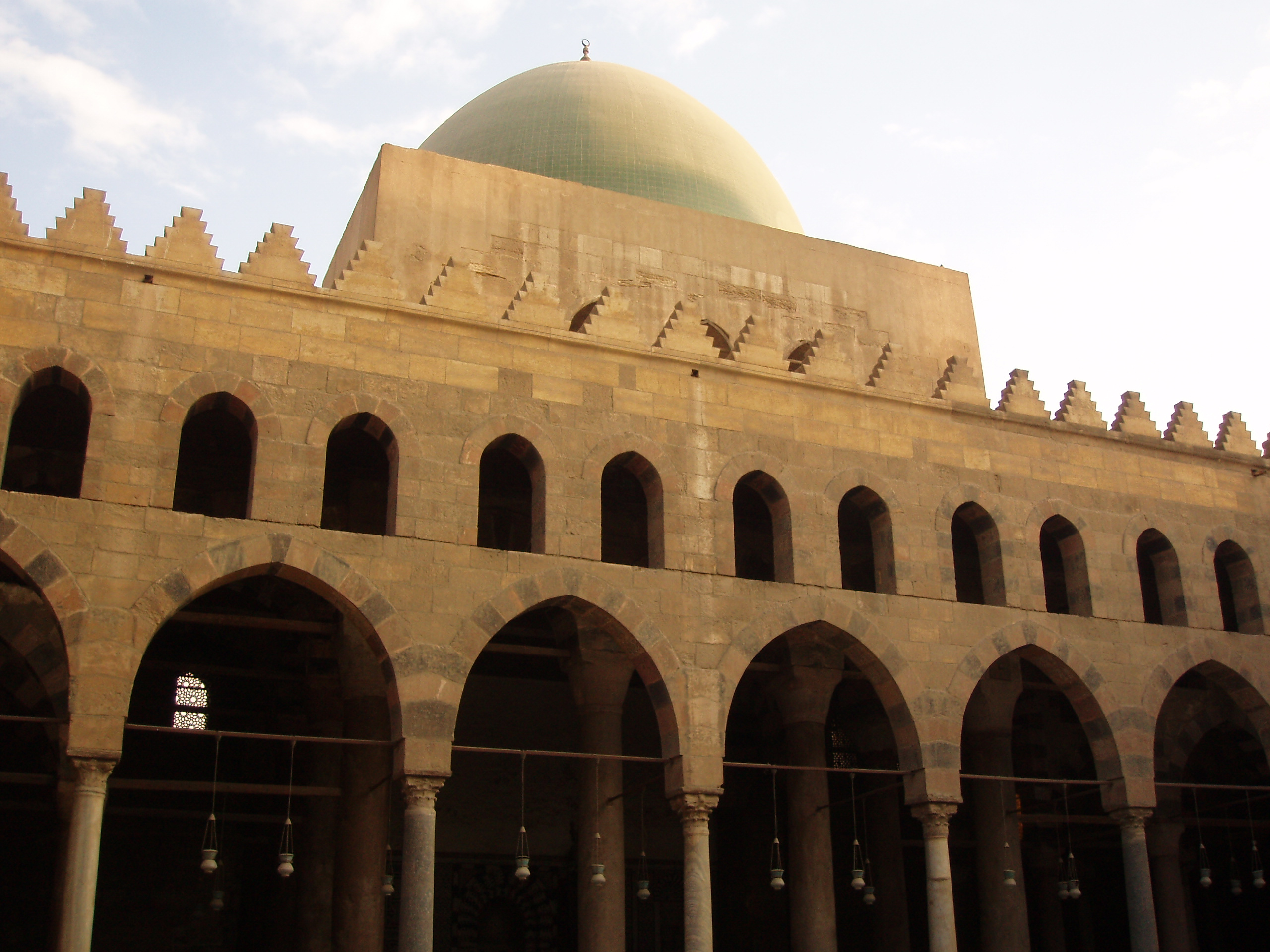
قبة المحراب مسجد الظاهر بيبرس بالقاهرة وهي أكبر القباب التي بنيت فوق محراب في عمارة مصر الإسلامية. وتمتاز بأنها ترتكز على حجرة مربعة وليس على دعائم.

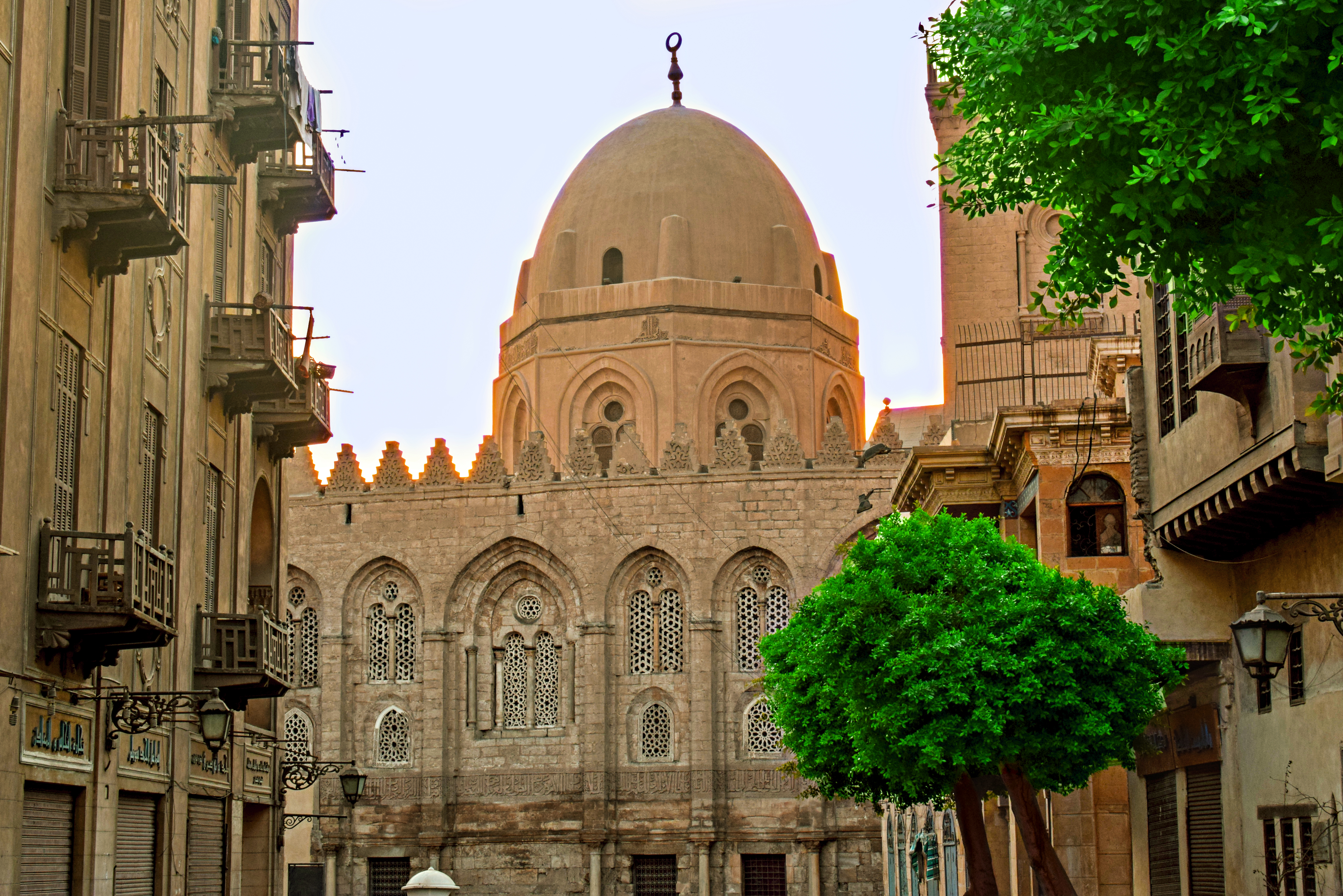
قبة ضريح المنصور قلاوون هي أعظم قباب مصر قاطبة، وتشبه في تصميمها وبنائها إلى قبة الصخرة في القدس.

الأمثلة الأولى لهذا الطراز شوهدت في قبتين هامتين من قباب عصر البحري، أولاهما قبة المحراب في مسجد الظاهر بيبرس وهي أكبر القباب التي بنيت فوق محراب في عمارة مصر الإسلامية، حيث يبلغ طول ضلعها عشرون مترًا، وقد بنيت على مثال قبة الإمام الشافعي، وتمتاز بأنها ترتكز على حجرة مربعة وليس على دعائم، وفي أركانها أربعة أبراج.
المثال الثاني هو قبة المنصور قلاوون وهي أعظم قباب مصر قاطبة، وتشبه في تصميمها إلى حد كبير قبة الصخرة، حيث تقوم على قاعدة مثمنة تتألف من أربع دعائم مربعة ضخمة وأربعة أساطين جرانيتية دائرية ذات تيجان مذهبة نظمت في شكل دعامتين ثم أسطوانين بالتبادل، وبكل دعامة أربعة أعمدة رخامية في الأركان، وتحمل هذه الدعائم وتلك الأعمدة عقودًا مدببة ضخمة تعلوها رقبة مثمنة بكل ضلع من أضلاعها نافذة كبيرة للتهوية والإضاءة، فوقها قبة كروية ذات مناطق انتقال في الأركان كل منها عبارة عن مثلثات كروية صغيرة.
كما وجدت نماذجه المتأخرة في قباب دولة المماليك البرجية ولا سيما قبة الظاهر برقوق وقبة الأشرف برسباي وقبة الأشرف قايتباي وغيرها مما تعددت حطات مقرنصاته حتى وصلت إلى ثلاث عشرة حطة وهو الأمر الذي استتبعه تصغير حجم القبة حتى صارت مضلعة أو كروية أو بيضاوية مما ممكن من إثرائها بالعديد من الزخارف الداخلية والخارجية.
إن شكل القباب وموادها في عمائر عصر دولتي المماليك البحرية والبرجية كان قد تغيّر كثيرًا، فارتقت رقابها أكثر من ذي قبل، واتخذت انحناءاتها ما جعلها تنحت لنفسها تسمية خاصة عرفت عند الباحثين بالقبة القاهرية. استبدلت فيها الأحجار بالطوب اعتبارًا من سنة 703 / 1303 م عندما بنيت بالخانقاه الجاولية قبة حجرية صغيرة تعد طرفة من طرف هذه العمارة. علاوة على ما نالته من تحسين وإجادة في كل من المظهر والمخبر، فقد ظهرت ظاهرة جديدة انحصرت في تغطية رقاب بعض هذه القباب ببلاطات من القاشاني الملون المكتوب، مثلًا في بقايا خانقاه خوند أم أنوك ثم في قبة مسجد أصلم السلحدار، كما يوجد فيها تغطية السطوح الخارجية غالبًا بشبكة من الزخارف النباتية أو الهندسية بمضلعات دالية بديعة.

### العثماني

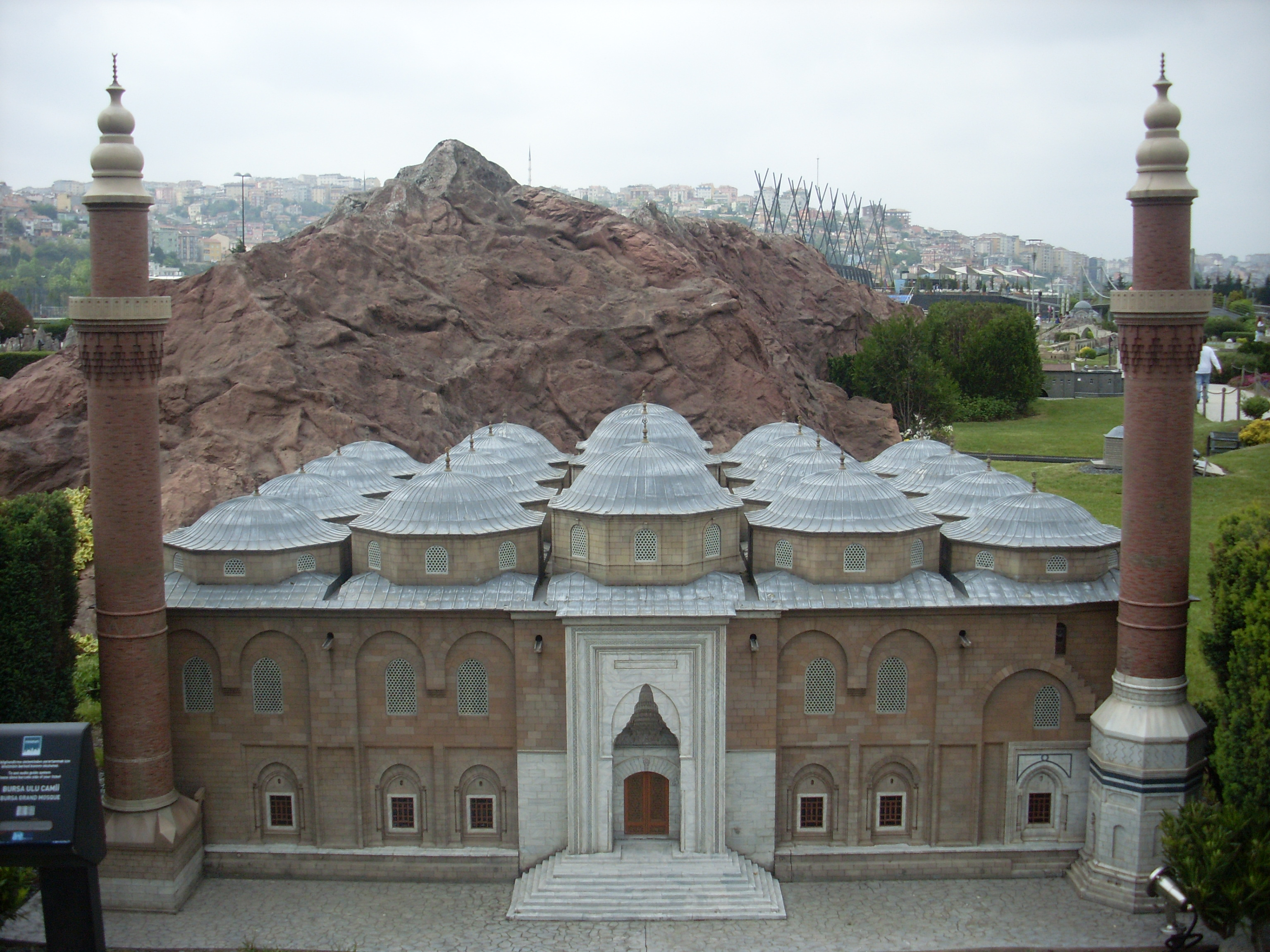
مسجد أولو جامع بُني على الطريقة المعمارية السلجوقية بين عامي 1396- 1399م ويُعتبر بداية العمارة العثمانية. له 20 قُبّة ومئذنتان.

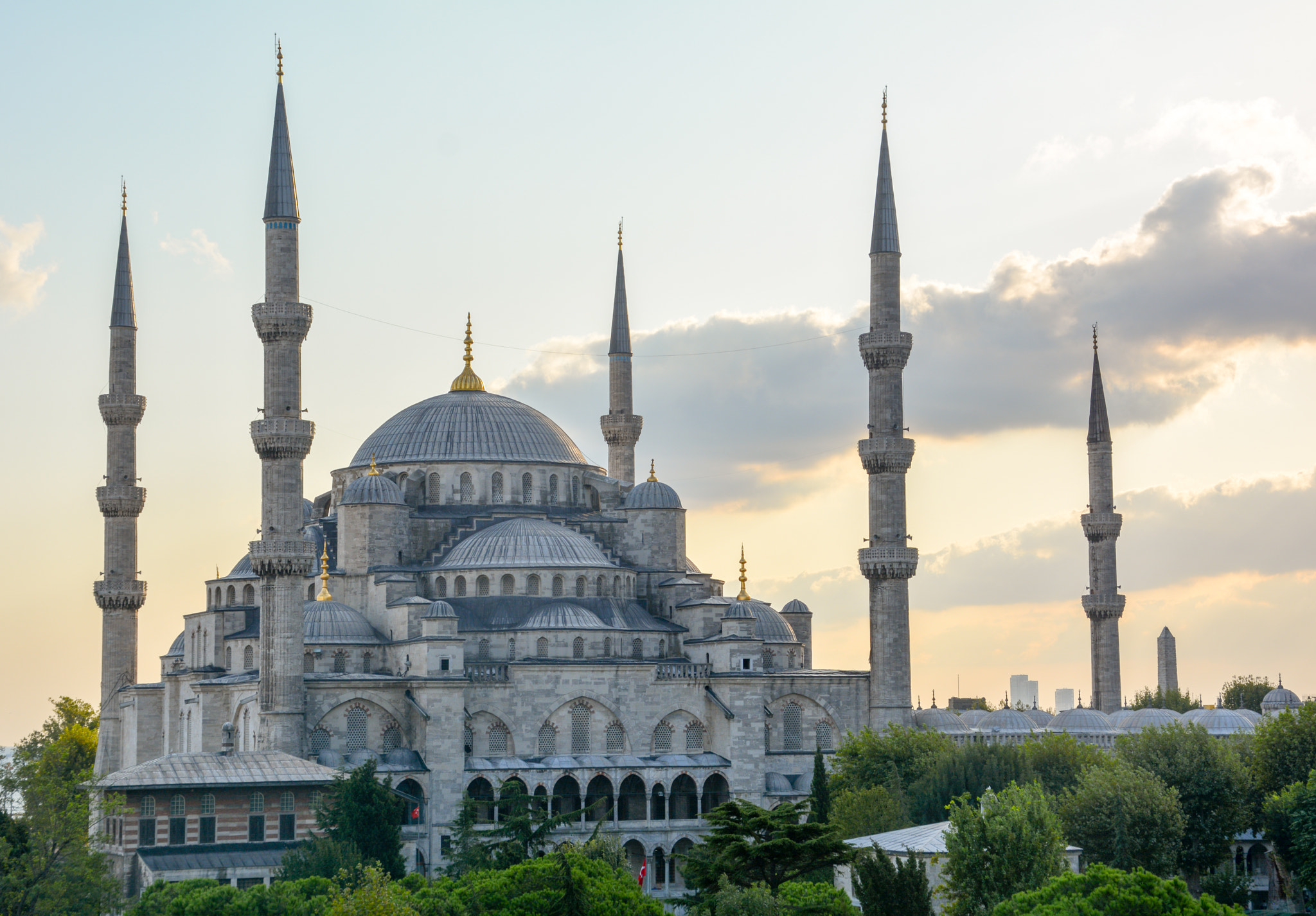
جامع السلطان أحمد في مدينة إسطنبول التركية، له خمس قباب كبيرة رئيسية، ست مآذن، وثمان قباب صغيرة.

كانت القبة الإسلامية في الطراز العثماني منخفضة على طراز القباب البيزنطية في القسطنطينية، بمعنى أنها كانت على شكل نصف كرة غير كاملة. وهذا نظرًا لأن مساجد هذا العصر كانت تُغَطَّى في معظم الأحيان بقبة رئيسية تحيط بها قباب صغيرة أو أنصاف قباب (وهو أسلوب يغلب على الظن أنه من أصل سلجوقي)، إذ كان المسجد السلجوقي في القرن 8 هـ/ 14 م يقوم على أروقة مربعة محمولة على أكتاف تُغَطِّي كلاً منها قبة صغيرة في رقبتها نوافذ للتهوية والإضاءة. وبرغم صغر مساجد هذا العصر إلا أنها كانت تُغَطّى بقبة رئيسية سائدة أمامها ردهة مسقوفة. وتوجد أشهر نماذج القباب العثمانية خارج تركيا في عمارة مصر الإسلامية، فمنها قباب مسجد محمد علي 1265 هـ/ 1848 م، والذي تقوم قبته الرئيسية على مربع كبير طول ضلعه من الداخل 41 مترًا، ويبلغ قطرها 21 مترًا، وارتفاعها 52 مترًا، وتحملها أربعة أكتاف ضخمة ذات عقود كبيرة وتحيط بها أربعة أنصاف قباب، عدا أربع قباب صغيرة في الأركان.
رغب معمارو الدولة العثمانية بإنشاء القباب بغير حدود، حتى أنهم ما كانوا يتركون فرصة لوضع قبّة أو قبيبة إلا انتهزوها، بل كانوا يعتمدون خلق وحدات معمارية تصلح لأن تغطي القبة أو أجزاءً منها بطريقة ما، لدرجة أن عدد القباب العثمانية وأنصافها يتجاوز عدد مجموع القباب التي بنيت في سائر العصور الإسلامية قبلها. كان المكان الوحيد في العهد العثماني الذي لم تترأَّسهُ قبة ولا شكل كروي هو قمة المئذئة، والتي سادت فيها النهايات الرمحية تبعًا لما كان منتشرًا في أبراج الكنائس وعمائر العصور الوسطى. قد أضفت هذه المغالاة في بناء القباب على الطراز العثماني شخصية مميزة وطابعًا مرموقًا بين طرز العمارة عامة والطرز الإسلامية خاصة.
كانت الحوائط الداخلية لهذه القباب تُكْسَى عادة بوزرات من الرخام الخردة الملون، وتضم نوعين من الشبابيك أولهما سفلي مستطيل يغطيه عتب مستقيم مزرر، والآخر علوى معقود بعقود مدببة أو نصف دائرية، بينما زُيِّنَت الأجزاء العلوية من هذه الحوائط بزخارف نباتية وهندسية وكتابية.

## الرؤية الفقهية

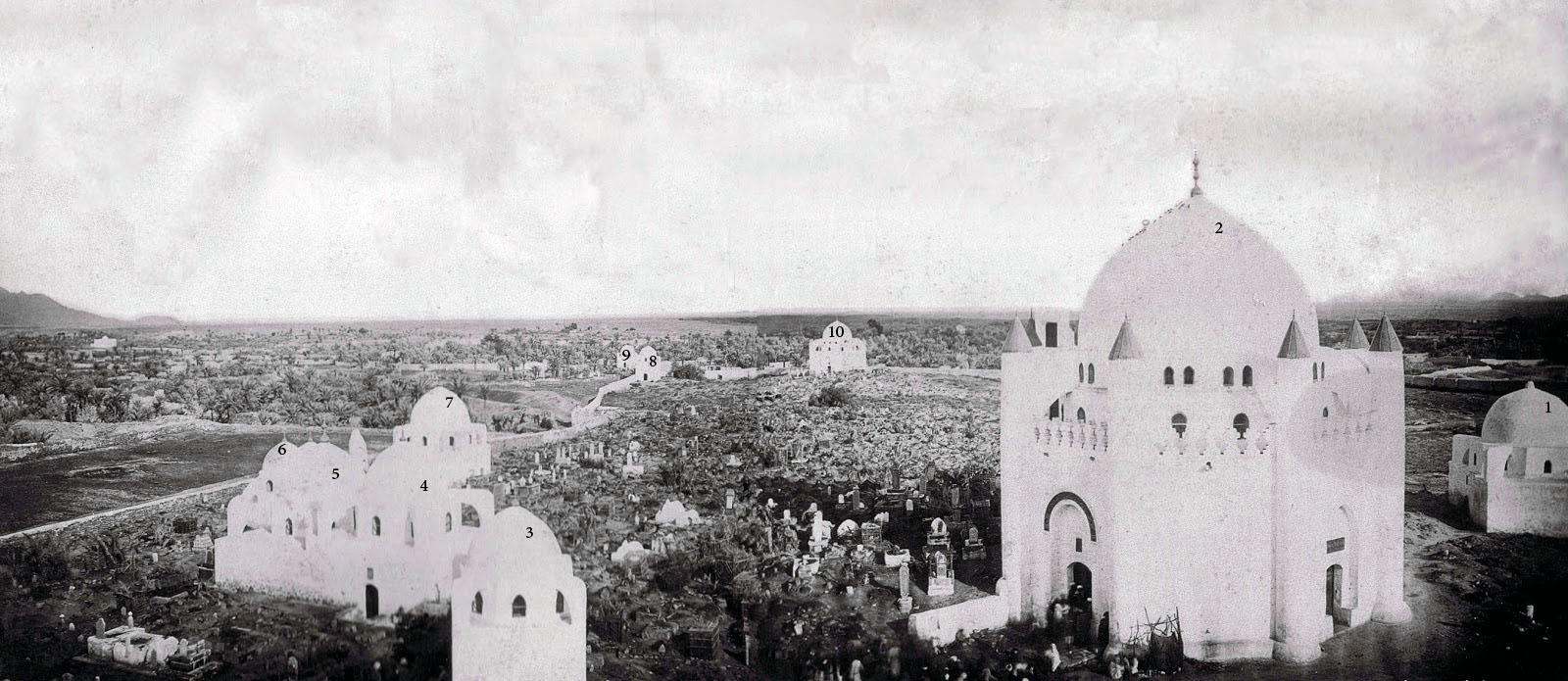
مقبرة البقيع قبل الهدم.

اختلف الفقهاء فيما بينهم بشأن حكم البناء على المدافن أو القبور من حيث الجواز والمنع. رغم أنه لم يرد في القرآن ما يدل على تحريم البناء أو إباحته. أفتى بعض الفقهاء بحرمة ذلك وبهدم المدافن المقببة أو المبنية على القبور. واستشهد البعض الآخر بالآية 21 من سورة الكهف للإشارة إلى جواز بل واستحباب بناء المساجد والقباب على القبور خصوصًا الأنبياء والصالحين. أشار علماء الآثار إلى نفور الفقهاء المسلمين من البناء على القبور طبقًا لما جاء في الأحاديث النبوية.
إجمالًا، نهت الأحاديث النبوية وأقوال الفقهاء والمفسرين عن تعظيم القبور تعظيمًا يخشى منه الوقوع في «الفتنة والضلال». ورغم ذلك، اهتم المسلمون في بناء القبة في وإلحاق المدافن بالمنشآت الدينية كإلحاق قبر النبي محمد بمسجده، شأنها في ذلك شأن غيرها من الأحاديث المتعلقة بالتصوير وتحريمه. يفسر بعض علماء الآثار بأن خلو آثار الأمويين من المدافن ذوي القباب لا يرجع إلى كراهية الإسلام لبنائها وإنما إلى رغبة العباسيين في تخريب وهدم ذلك النوع من العمائر بعد أن انتزعوا الخلافة منهم وقضوا عليهم وعمدوا إلى محو ذكراهم بإزالة أضرحتهم ونبش قبورهم.
في عام 1806، هُدمت قباب في مقبرة البقيع الي تعد أقدم وأهم مقبرة إسلامية في المدينة المنورة، وبعد إعادة إعمارها في منتصف القرن التاسع عشر، دُمرت مرة أخرى في عام 1925 أو 1926. يقال إن دافع الجهات الفاعلة كان التفسير السلفي الوهابي للإسلام السني، الذي يحظر بناء النصب التذكارية على المقابر.

### فهرس المراجع
1. ↑  قبيلة المالكي (2011)، ص.160
2. 1 2  عاصم محمد رزق (2000)، ص.221
3. 1 2 3  عاصم محمد رزق (2000)، ص.231
4. 1 2 3  يحيى وزيري (1999)، ص.79
5. ↑  ثروت عكاشة (1994)، ص.31
6. ↑  ثروت عكاشة (1994)، ص.37
7. 1 2 3 4 5 6  صالح لمعي (1987)، ص.23
8. 1 2 3 4 5  عاصم محمد رزق (2000)، ص.228
9. 1 2 3 4  عاصم محمد رزق (2000)، ص.222
10. ↑  صالح لمعي (1987)، ص.11
11. 1 2  صالح لمعي (1987)، ص.13
12. 1 2  عاصم محمد رزق (2000)، ص.227
13. ↑  عاصم محمد رزق (2000)، ص.223
14. ↑  صالح لمعي (1987)، ص.36
15. ↑  صالح الشامي (1990)، ص.305-314
16. ↑  صالح الشامي (1990)، ص.307
17. 1 2 3 4 5 6  عاصم محمد رزق (2000)، ص.229
18. ↑  عبد الله عطية عبد الحافظ (2005)، ص.120-129
19. 1 2  عبد الله عطية عبد الحافظ (2005)، ص.130
20. ↑  عادل محمد زيادة (2012)، ص.7
21. 1 2 3 4 5 6  عاصم محمد رزق (2000)، ص.230
22. ↑  Book - الصفحة 19 نسخة محفوظة 1 مايو 2021 على موقع واي باك مشين.
23. ↑  محمد حمزة إسماعيل الحداد(1993)، ص.21
24. ↑  محمد حمزة إسماعيل الحداد(1993)، ص.36
25. ↑  محمد حمزة إسماعيل الحداد(1993)، ص.37
26. ↑  Mohammadi، Adeel (2014–2015). "The destruction of Jannat al-Baqi': A case of Wahhabi Iconoclasm" (PDF). Undergraduate Journal of Middle East Studies. Canada ع. 8: 47–56. مؤرشف من الأصل (PDF) في 2019-08-02. اطلع عليه بتاريخ 2016-07-30.

### معلومات المراجع
- صالح لمعي مصطفى (1987). القباب في العمارة الإسلامية (ط. الأولى). بيروت، لبنان: دار النهضة العربية.
- صالح أحمد الشامي (1990). الفن الإسلامي التزام وابداع (ط. الأولى). دمشق، سوريا: دار القلم.
- كمال الدين سامح (1991). العمارة في صدر الإسلام (ط. الأولى). القاهرة، مصر: الهيئة المصرية العامة للكتاب. ISBN:9770126705.
- محمد حمزة إسماعيل الحداد (1993). القباب في العمارة المصرية الإسلامية (ط. الأولى). القاهرة، مصر: مكتبة الثقافة الدينية.
- ثروث عكاشة (1994). القيم الجمالية في العمارة الإسلامية (ط. الأولى). القاهرة، مصر: دار الشروق.
- يحيى وزيري (1999). موسوعة عناصر العمارة الإسلامية (ط. الأولى). القاهرة، مصر: مكتبة مدبولي. ج. المجلد الثاني. ISBN:9772082551.
- عاصم محمد رزق (2000). معجم مصطلحات العمارة والفنون الإسلامية (ط. الأولى). القاهرة، مصر: مكتبة مدبولي. ISBN:9772082594.
- عبد الله عطية عبد الحافظ (2005). الآثار والفنون الإسلامية (ط. الأولى). القاهرة، مصر: المؤلف.
- أحمد عبد الرزاق أحمد (2009). العمارة الإسلامية في مصر، منذ الفتح العربي حتى نهاية العصر المملوكي (ط. الأولى). القاهرة، مصر: دار الفكر العربي.
- قبيلة فارس المالكي (2011). تاريخ العمارة عبر العصور. عمّان، الأردن: دار المنهاهج. {{استشهاد بكتاب}}: تجاهل المحلل الوسيط |يطبعة= لأنه غير معروف (مساعدة)
- عادل محمد زيادة (2012). القباب الفاطمية بالقاهرة (ط. الأولى). القاهرة، مصر: مركز تسجيل الآثار الإسلامية والقبطية.